# Halálozások 2011-ben
Ez a szócikk a 2011-es évben elhunyt nevezetes személyeket sorolja fel.

## Ismeretlen hónap
| Dátum          | Név             | Foglalkozás / tisztség                                         | Kor | Forrás |
| -------------- | --------------- | -------------------------------------------------------------- | --- | ------ |
| Ismeretlen nap | Czakó Jenő      | Aase-díjas színész, a szolnoki Szigligeti Színház örökös tagja | 094 | [ 1 ]  |
| Ismeretlen nap | Telessy Györgyi | színésznő                                                      | 071 |        |

## December
| Dátum          | Név                    | Foglalkozás / tisztség                                                                          | Kor | Forrás          |
| -------------- | ---------------------- | ----------------------------------------------------------------------------------------------- | --- | --------------- |
| Ismeretlen nap | Herpai Zoltán          | reklámgrafikus, festőművész                                                                     | 060 |                 |
| december 31.   | Vértes Attila          | Széchenyi-díjas kémikus, közgazdász, egyetemi tanár, az MTA rendes tagja                        | 077 | [ halott link ] |
| december 30.   | Garas Dezső            | Kossuth-díjas színművész, a Nemzet Színésze                                                     | 077 |                 |
| december 30.   | Ricardo Legorreta      | mexikói építész                                                                                 | 080 |                 |
| december 30.   | Ronald Searle          | angol karikaturista, képregényrajzoló, illusztrátor                                             | 091 | [ halott link ] |
| december 30.   | Eva Zeisel             | magyar származású amerikai keramikus, formatervező                                              | 105 |                 |
| december 29.   | Elkán György           | orvos                                                                                           | 077 |                 |
| december 29.   | Gyöngyössy Zoltán      | Artisjus- és Liszt-díjas fuvolaművész, a Liszt Ferenc Zeneművészeti Egyetem tanára              | 053 |                 |
| december 29.   | Leopold Hawelka        | osztrák kávéház-alapító és -tulajdonos                                                          | 100 |                 |
| december 28.   | Charlotte Kerr         | német filmrendező, filmproducer, színésznő, író, újságíró, Friedrich Dürrenmatt özvegye         | 084 |                 |
| december 28.   | Anatolij Milcsenko     | szovjet nemzetközi labdarúgó-játékvezető                                                        | 073 |                 |
| december 27.   | Catê                   | brazil labdarúgó                                                                                | 038 |                 |
| december 27.   | Michael Dummett        | brit filozófus                                                                                  | 086 |                 |
| december 27.   | Schneider István       | labdarúgó (Újpesti Dózsa, Bp. Volán)                                                            | 051 |                 |
| december 26.   | Pedro Armendáriz       | mexikói filmszínész                                                                             | 071 |                 |
| december 26.   | Izsó Katalin           | vívó, párbajtőröző                                                                              | 024 |                 |
| december 26.   | Sam Rivers             | amerikai dzsesszzenész, szaxofonos, zeneszerző                                                  | 088 |                 |
| december 25.   | Mary Zsuzsi            | táncdalénekes                                                                                   | 064 |                 |
| december 25.   | Schmidt Ferenc         | könyvvizsgáló, politikus, országgyűlési képviselő (1998–2010)                                   | 070 |                 |
| december 25.   | Jim Sherwood           | amerikai rockzenész (The Mothers of Invention)                                                  | 069 |                 |
| december 24.   | Johannes Heesters      | holland színész                                                                                 | 108 |                 |
| december 23.   | Kovács István          | magas rangú kommunista pártfunkcionárius, az MDP PB és a Népköztársaság Elnöki Tanácsának tagja | 100 |                 |
| december 23.   | Sallós Gábor           | Jászai Mari-díjas színész, rendező, színházigazgató                                             | 088 | [ halott link ] |
| december 22.   | Richard Bessière       | francia tudományos-fantasztikus és kémtörténet-író                                              | 088 |                 |
| december 22.   | Ócsai Károly           | Munkácsy Mihály-díjas szobrász                                                                  | 073 |                 |
| december 22.   | Wesselényi Suba Miklós | festő                                                                                           | 082 |                 |
| december 21.   | Csébfalvi Éva          | zenepedagógus                                                                                   | 079 |                 |
| december 21.   | Jevgenyij Rudakov      | szovjet válogatott ukrán labdarúgó, edző                                                        | 069 |                 |
| december 21.   | Werner Otto            | német vállalkozó, az Otto csomagküldő vállalat alapítója                                        | 102 |                 |
| december 21.   | Jordan Zsezsov         | bolgár labdarúgó és nemzetközi játékvezető                                                      | 073 |                 |
| december 20.   | Hana Andronikova       | cseh író, drámaíró                                                                              | 044 |                 |
| december 20.   | Balogh József          | költő, pedagógus, szakíró, dalszövegíró                                                         | 060 |                 |
| december 19.   | Boskovits Miklós       | olaszországi magyar művészettörténész, az MTA külső tagja                                       | 076 |                 |
| december 18.   | Václav Havel           | cseh író, drámaíró, politikus, csehszlovák (1989–1992), majd cseh elnök (1993–2003)             | 075 |                 |
| december 17.   | Ed Devereaux           | ausztráliai brit színész, filmrendező, forgatókönyvíró                                          | 078 |                 |
| december 17.   | Eva Ekvall             | venezuelai modell, író, televíziós személyiség, szépségkirálynő, Miss Venezuela 2000            | 028 |                 |
| december 17.   | Cesária Évora          | zöld-foki-szigeteki énekesnő                                                                    | 070 |                 |
| december 17.   | Kim Dzsongil           | észak-koreai politikus, elnök (1994–2011)                                                       | 070 |                 |
| december 16.   | Dan Frazer             | amerikai színész (Kojak sorozat, McNeil kapitány)                                               | 090 |                 |
| december 16.   | Nicol Williamson       | skót színész                                                                                    | 075 |                 |
| december 15.   | Christopher Hitchens   | angol író                                                                                       | 062 |                 |
| december 15.   | Krisztiáni Sándor      | kőszobrász restaurátor művész, tanár, egyetemi oktató                                           | 036 |                 |
| december 14.   | Luigi Carpaneda        | olimpiai (1956) és világbajnok (1955) olasz tőrvívó                                             | 086 |                 |
| december 14.   | Billie Jo Spears       | amerikai countryénekesnő                                                                        | 074 |                 |
| december 14.   | Joe Simon              | amerikai képregényíró, rajzoló, szerkesztő                                                      | 098 |                 |
| december 14.   | Toma Ferenc            | nyolcszoros magyar bajnok birkózó                                                               | 062 |                 |
| december 13.   | Klaus-Dieter Sieloff   | világbajnoki ezüst- és bronzérmes nyugatnémet válogatott német labdarúgó                        | 069 |                 |
| december 12.   | Sunday Bada            | olimpiai (2000) és világbajnok (1997) nigériai atléta, rövidtávfutó                             | 042 |                 |
| december 12.   | Mălina Olinescu        | román énekesnő                                                                                  | 037 |                 |
| december 12.   | Báthory Zoltán         | pedagógus, egyetemi tanár                                                                       | 080 |                 |
| december 11.   | Josip Barković         | horvát író, forgatókönyvíró, rendező                                                            | 093 |                 |
| december 11.   | Lola Müthel            | német színésznő                                                                                 | 092 |                 |
| december 10.   | Andres Ehin            | észt költő, író és műfordító                                                                    | 071 |                 |
| december 8.    | Báron László           | festő, grafikus, zománcművész, bábművész, pedagógus                                             | 080 | [ halott link ] |
| december 8.    | Vinko Cuzzi            | horvát labdarúgó                                                                                | 071 |                 |
| december 8.    | Roman Szimakov         | orosz ökölvívó                                                                                  | 027 |                 |
| december 7.    | Harry Morgan           | amerikai színész                                                                                | 096 |                 |
| december 6.    | Giancarlo Badessi      | olasz színész                                                                                   | 083 |                 |
| december 6.    | Maros Dezső            | romániai magyar gépészmérnök, egyetemi tanár, az MTA külső tagja                                | 091 | [ halott link ] |
| december 6.    | Barbara Orbison        | német születésű amerikai zenei producer és kiadó, Roy Orbison özvegye                           | 061 |                 |
| december 6.    | Zbigniew Safjan        | lengyel forgatókönyvíró, író, újságíró                                                          | 089 |                 |
| december 5.    | Peter Gethin           | brit autóversenyző                                                                              | 071 |                 |
| december 5.    | Gennagyij Logofet      | szovjet válogatott orosz labdarúgó, edző                                                        | 069 |                 |
| december 4.    | Sócrates               | brazil labdarúgó                                                                                | 057 |                 |
| december 3.    | Dev Anand              | indiai színész, filmrendező, producer                                                           | 088 |                 |
| december 3.    | Lazar Brankov          | jugoszláv diplomata, a Rajk-per harmadrendű vádlottja                                           | 099 |                 |
| december 3.    | Rob Schroeder          | amerikai autóversenyző                                                                          | 085 |                 |
| december 2.    | Howard Tate            | amerikai soulénekes                                                                             | 072 | [ halott link ] |
| december 1.    | Christa Wolf           | német írónő                                                                                     | 082 |                 |
| december 1.    | Ragnhild Hveger        | olimpiai ezüstérmes (1936) dán úszónő                                                           | 091 |                 |
| december 1.    | Vilhelm Károly         | Munkácsy Mihály-díjas festő                                                                     | 069 |                 |

## November
| Dátum        | Név                      | Foglalkozás / tisztség                                                                | Kor | Forrás          |
| ------------ | ------------------------ | ------------------------------------------------------------------------------------- | --- | --------------- |
| november 30. | Kemény Henrik            | Kossuth-díjas bábművész (Vitéz László, Süsü, Hakapeszi Maki)                          | 086 |                 |
| november 30. | I. Leka                  | albán trónörökös                                                                      | 072 |                 |
| november 30. | Zdeněk Miler             | cseh rajzfilmrendező                                                                  | 090 |                 |
| november 30. | Patrice O’Neil           | amerikai színész, komikus                                                             | 042 |                 |
| november 29. | Várhegyi Teréz           | színésznő                                                                             | 066 |                 |
| november 28. | Ante Marković            | horvát politikus, jugoszláv miniszterelnök (1989–1991)                                | 087 | [ halott link ] |
| november 28. | Vittorio De Seta         | olasz filmrendező, forgatókönyvíró                                                    | 088 |                 |
| november 28. | Szénássy Zoltán          | író, helytörténész, gimnáziumi tanár, közéleti személyiség                            | 086 |                 |
| november 27. | Gary Speed               | válogatott walesi labdarúgó, szövetségi kapitány                                      | 042 |                 |
| november 27. | Ken Russell              | brit filmrendező                                                                      | 084 |                 |
| november 26. | Gajda István             | magyar bajnok labdarúgó (Ferencváros, Honvéd, Diósgyőr)                               | 030 |                 |
| november 26. | Kerekes Tóth Erzsébet    | népdalénekes                                                                          | 083 |                 |
| november 26. | Menczel Iván             | olimpiai bajnok labdarúgó                                                             | 069 |                 |
| november 25. | Vaszilij Alekszejev      | olimpiai bajnok (1972 és 1976) szovjet súlyemelő                                      | 069 |                 |
| november 25. | Tom Wicker               | amerikai újságíró                                                                     | 085 |                 |
| november 25. | Tuomo Tuomi              | finn nyelvész, lexikográfus                                                           | 082 |                 |
| november 23. | Montserrat Figueras      | katalán operaénekes (szoprán)                                                         | 069 |                 |
| november 23. | Henry Øberg              | norvég nemzetközi labdarúgó-játékvezető                                               | 080 |                 |
| november 23. | Bohdan Petecki           | lengyel sci-fi- és ifjúsági író, újságíró                                             | 080 |                 |
| november 23. | Jim Rathmann             | amerikai autóversenyző, az 1960-as indianapolisi 500 győztese                         | 083 |                 |
| november 22. | Stan Case                | amerikai rádiós újságíró (CNN)                                                        | 059 |                 |
| november 22. | Szvetlana Allilujeva     | Sztálin lánya, memoár-szerző                                                          | 085 |                 |
| november 22. | Sena Jurinac             | bosnyák születésű osztrák operaénekes (szoprán)                                       | 090 |                 |
| november 22. | Lynn Margulis            | amerikai biológus                                                                     | 073 |                 |
| november 22. | Paul Motian              | amerikai dzsesszdobos, zeneszerző                                                     | 080 | [ halott link ] |
| november 20. | Viktor Modzolevszkij     | világbajnok és olimpiai ezüstérmes (1968) szovjet-orosz párbajtőrvívó                 | 068 |                 |
| november 20. | Sergio Scaglietti        | olasz autótervező (Ferrari)                                                           | 091 |                 |
| november 19. | John Neville             | brit születésű kanadai színész (Münchausen báró kalandjai, X-akták)                   | 086 |                 |
| november 19. | John G. Smale            | amerikai üzletember, a Procter & Gamble ügyvezetője                                   | 084 |                 |
| november 18. | Dušan Popović            | világbajnok szerb vízilabdázó                                                         | 041 |                 |
| november 18. | Sipos Tibor              | menedzser, a Hooligans együttes menedzsere                                            | 043 | [ halott link ] |
| november 15. | Ladislav Deák            | szlovák történész                                                                     | 080 |                 |
| november 15. | Dulcie Gray              | angol színésznő, novellista                                                           | 095 |                 |
| november 15. | Karl Slover              | szlovák származású amerikai színész (Óz, a csodák csodája)                            | 093 |                 |
| november 15. | Takács Attila            | válogatott kenus, edző                                                                | 064 |                 |
| november 14. | Lee Pockriss             | amerikai dalszerző                                                                    | 087 |                 |
| november 13. | Mike Chernoff            | kanadai jégkorongozó                                                                  | 065 |                 |
| november 13. | Diego Rivas              | mexikói énekes                                                                        | 031 |                 |
| november 13. | Szalai Béla              | többszörös magyar bajnok atléta, maratoni futó                                        | 085 |                 |
| november 12. | Doyle Bramhall           | amerikai énekes, dobos, dalszerző, dalszövegíró                                       | 062 |                 |
| november 12. | Evelyn Lauder            | amerikai üzletember, filantróp                                                        | 075 |                 |
| november 12. | Ilja Zsitomirszkij       | orosz születésű amerikai programozó, a Diaspora alapítója                             | 022 |                 |
| november 11. | Francisco Blake Mora     | mexikói politikus, belügyminiszter (2010 óta)                                         | 045 |                 |
| november 11. | Bernd Methe              | német kézilabda-játékvezető                                                           | 047 |                 |
| november 11. | Reiner Methe             | német kézilabda-játékvezető                                                           | 047 |                 |
| november 11. | Hubert Nyssen            | belga származású francia író, az Actes Sud alapítója                                  | 086 |                 |
| november 10. | Herb Gerwig              | amerikai profi pankrátor                                                              | 070 |                 |
| november 10. | Ivan Martin Jirous       | cseh költő, zenész                                                                    | 067 |                 |
| november 10. | Petar Kralj              | szerb színész (Elátkozott udvar)                                                      | 070 |                 |
| november 10. | Jacques Lataste          | olimpiai (1948 és 1952) és világbajnok francia tőrvívó                                | 089 |                 |
| november 10. | Adrián Yospe             | argentin színész (Vad szenvedélyek)                                                   | 041 |                 |
| november 9.  | Fitz Jenő                | Széchenyi-díjas történész, régész, numizmatikus                                       | 090 |                 |
| november 9.  | Har Gobind Khorana       | Nobel-díjas indiai-amerikai biokémikus, molekuláris biológus                          | 089 |                 |
| november 9.  | Josef Kandlbinder        | német nemzetközi labdarúgó-játékvezető                                                | 088 |                 |
| november 8.  | Heavy D                  | jamaicai születésű amerikai rapper                                                    | 044 | [ halott link ] |
| november 8.  | Izabel Hoffmann          | brazil modell, szépségkirálynő                                                        | 017 |                 |
| november 8.  | Valentyin Kozmics Ivanov | olimpiai és Európa-bajnok szovjet labdarúgó                                           | 076 |                 |
| november 7.  | Joe Frazier              | olimpiai és világbajnok amerikai ökölvívó                                             | 067 |                 |
| november 7.  | Kertész Tibor            | atléta, tízpróbázó, edző, egyetemi docens                                             | 083 | [ halott link ] |
| november 7.  | Andrea True              | amerikai diszkóénekesnő, pornószínésznő                                               | 068 |                 |
| november 6.  | Alföldy Géza             | ókortörténész, professor emeritus, az MTA külső tagja                                 | 076 |                 |
| november 6.  | Hal Kanter               | amerikai forgatókönyvíró (Kék Hawaii), filmrendező, filmproducer (Julia)              | 092 |                 |
| november 5.  | Loulou de la Falaise     | francia divatmúzsa, divattervező, modell, ékszertervező                               | 063 | [ halott link ] |
| november 5.  | Németh László            | színész                                                                               | 066 |                 |
| november 5.  | Juvan Sesztalov          | manysi származású orosz író, költő                                                    | 074 |                 |
| november 4.  | Kovács Béla              | labdarúgó (Vasas Izzó, Volán, SZEOL AK)                                               | 061 |                 |
| november 4.  | Andy Rooney              | amerikai író, humorista, televíziós személyiség                                       | 092 |                 |
| november 4.  | Vissy Károly             | meteorológus                                                                          | 076 |                 |
| november 4.  | Norman Foster Ramsey     | Nobel-díjas amerikai fizikus                                                          | 096 |                 |
| november 3.  | Eszes Tamás              | politikus, a Véderő parancsnoka                                                       | 047 |                 |
| november 3.  | Kisgyörgy Árpád          | idegsebész, osztályvezető főorvos, az Erdélyi Unitárius Egyház főgondnoka (1996–2002) | 080 |                 |
| november 3.  | John R. Opel             | amerikai üzletember, az IBM vezérigazgatója                                           | 086 |                 |
| november 3.  | Cory Smoot               | amerikai heavy metal gitáros (GWAR)                                                   | 034 |                 |
| november 3.  | Stoll Béla               | irodalomtörténész, könyvtáros, tudományos kutató                                      | 083 |                 |
| november 2.  | Sickan Carlsson          | svéd színésznő, énekesnő                                                              | 096 |                 |
| november 2.  | Szűcs Árpád              | festő, restaurátor                                                                    | 078 |                 |
| november 2.  | Weninger Richárd         | hárfaművész, karmester                                                                | 076 |                 |
| november 1.  | Dorothy Howell Rodham    | Hillary Clinton édesanyja                                                             | 092 |                 |

## Október
| Dátum       | Név                              | Foglalkozás / tisztség                                                                   | Kor | Forrás          |
| ----------- | -------------------------------- | ---------------------------------------------------------------------------------------- | --- | --------------- |
| október 31. | Albert Flórián                   | aranylabdás válogatott labdarúgó, a nemzet sportolója                                    | 070 |                 |
| október 31. | Roberto Lippi                    | olasz autóversenyző                                                                      | 085 |                 |
| október 31. | Menczer Gusztáv                  | politikai aktivista, közéleti személyiség                                                | 090 |                 |
| október 31. | Ali Saibou                       | nigeri politikus, elnök (1987–1993)                                                      | 071 | [ halott link ] |
| október 30. | Giulio Campanati                 | olasz nemzetközi labdarúgó-játékvezető                                                   | 088 |                 |
| október 30. | Körtvélyes Géza                  | Széchenyi-díjas tánctörténész, esztéta, a zenetudomány akadémiai doktora                 | 085 |                 |
| október 30. | Jiří Winter Neprakta             | cseh karikaturista, humorista, képzőművész                                               | 087 |                 |
| október 29. | Máté Lajos                       | rendező, az Új Színház örökös tagja                                                      | 083 |                 |
| október 29. | Jimmy Savile                     | angol lemezlovas, televíziós bemondó, médiaszemélyiség                                   | 084 |                 |
| október 28. | Beryl Davis                      | brit dzsesszénekesnő                                                                     | 087 |                 |
| október 28. | Jiří Gruša                       | cseh költő, író, politikus, diplomata                                                    | 072 |                 |
| október 28. | Kárpáti Tibor                    | színész                                                                                  | 062 | [ halott link ] |
| október 27. | James Hillman                    | amerikai pszichológus                                                                    | 085 |                 |
| október 27. | Eduard Kojnok                    | szlovák katolikus pap, rozsnyói püspök (1990–2008)                                       | 078 |                 |
| október 26. | Gyevát Ottó                      | színész, szinkronszínész, adásrendező                                                    | 038 |                 |
| október 26. | Roman Kukleta                    | háromszoros csehszlovák bajnok cseh labdarúgó                                            | 046 |                 |
| október 26. | Lipcsey Ildikó                   | történész, az Erdélyi Szövetség elnöke                                                   | 066 |                 |
| október 25. | Liviu Ciulei                     | román filmrendező, színrendező, színész, díszlettervező, építész, egyetemi tanár         | 088 |                 |
| október 25. | Wyatt Knight                     | amerikai színész (Malackodók)                                                            | 056 |                 |
| október 24. | Deák Ferenc                      | vajdasági író, költő, drámaíró                                                           | 073 |                 |
| október 24. | Kjell Johansson                  | négyszeres világbajnok svéd asztaliteniszező                                             | 065 |                 |
| október 24. | Héctor López Colín               | olimpiai ezüstérmes (1984) mexikói ökölvívó                                              | 044 |                 |
| október 24. | John McCarthy                    | amerikai számítástechnikus, a mesterséges intelligencia fogalmának megalkotója           | 084 |                 |
| október 24. | Crescênzio Rinaldini             | olasz származású brazil teológus, katolikus pap                                          | 085 |                 |
| október 23. | Herbert Hauptman                 | Nobel-díjas amerikai kémikus, matematikus                                                | 094 |                 |
| október 23. | Gene Kurtz                       | amerikai basszusgitáros, dalszövegíró                                                    | 069 | [ halott link ] |
| október 23. | Marco Simoncelli                 | olasz motorversenyző                                                                     | 024 |                 |
| október 21. | Szultán bin Abd el-Azíz Ál Szuúd | szaúdi trónörökös                                                                        | 083 |                 |
| október 20. | Hunter                           | ausztrál rapper                                                                          | 036 |                 |
| október 20. | Abu Bakr Junisz Jabr             | líbiai katona, belügyminiszter (1970–2011)                                               | 059 |                 |
| október 20. | Kaán Zsuzsa                      | tánctörténész, kritikus, koreográfus                                                     | 065 |                 |
| október 20. | Moammer Kadhafi                  | líbiai katonatiszt, forradalmár, politikus                                               | 069 |                 |
| október 20. | Mutasszim Kadhafi                | líbiai katona, Moammer Kadhafi fia                                                       | 034 |                 |
| október 20. | Kárpáti Tibor                    | színművész                                                                               | 062 |                 |
| október 20. | Sue Lloyd                        | brit színésznő, modell                                                                   | 072 |                 |
| október 20. | Szentesi Károly                  | labdarúgó, (Csepel)                                                                      | 084 | [ halott link ] |
| október 19. | Earl Gilliam                     | amerikai blueszongorista                                                                 | 081 |                 |
| október 19. | Ronald Smith                     | brit ökölvívó, olimpikon                                                                 | 067 |                 |
| október 18. | Norman Corwin                    | amerikai író, drámaíró, forgatókönyvíró, esszéista, újságíró, dramaturg, rádiós producer | 101 |                 |
| október 18. | Mihaíl Sztáikosz                 | ortodox vallási vezető, Ausztria metropolitája, Magyarország és Közép-Európa exarchája   | 064 | [ halott link ] |
| október 18. | Andrea Zanzotto                  | olasz költő                                                                              | 090 |                 |
| október 17. | Manfred Gerlach                  | német politikus, az NDK utolsó kommunista elnöke (1989–1990)                             | 083 |                 |
| október 17. | Veres Lajos                      | belsőépítész, formatervező érdemes művész                                                | 087 |                 |
| október 16. | Pete Rugolo                      | amerikai televíziós és filmzeneszerző (A szökevény, Fuss az életedért!)                  | 095 |                 |
| október 16. | Dan Wheldon                      | angol autóversenyző                                                                      | 033 |                 |
| október 15. | Betty Driver                     | angol énekesnő, színésznő, író (Coronation Street)                                       | 091 | [ halott link ] |
| október 14. | Káldy-Nagy Gyula                 | Széchenyi-díjas turkológus, egyetemi tanár                                               | 084 |                 |
| október 14. | Gunilla von Post                 | svéd arisztokrata, író, John Fitzgerald Kennedy szeretője                                | 079 |                 |
| október 14. | Laura Pollán                     | kubai politikus, pedagógus, emberi jogi aktivista                                        | 063 | [ halott link ] |
| október 13. | Bazsonyi Arany                   | festőművész, grafikus, költő                                                             | 083 |                 |
| október 13. | Kiszely Gábor                    | író, történész, állambiztonsági szakértő                                                 | 062 |                 |
| október 13. | Karcsics Irén                    | olimpiai ezüstérmes (1948, 1952) tornásznő                                               | 084 |                 |
| október 13. | Abdoulaye Seye                   | francia színekben olimpiai bronzérmes (1960) szenegáli atléta, sportvezető               | 077 |                 |
| október 12. | Herskó János                     | Kossuth-díjas filmrendező                                                                | 085 |                 |
| október 12. | Paul Leka                        | amerikai zongorista, zenei rendező, dalszövegíró                                         | 070 |                 |
| október 12. | Vatanabe Hidemaro                | japán válogatott labdarúgó                                                               | 087 |                 |
| október 11. | George „Mojo” Buford             | amerikai bluesharmonikás                                                                 | 081 |                 |
| október 11. | Ion Diaconescu                   | román politikus, a Kereszténydemokrata Nemzeti Parasztpárt elnöke (1995–2001)            | 094 |                 |
| október 11. | Gerő Győző                       | régész, turkológus                                                                       | 087 |                 |
| október 11. | Frank Kameny                     | amerikai csillagász és LMBT-aktivista                                                    | 086 |                 |
| október 11. | Kiss István                      | Ybl Miklós-díjas építész                                                                 | 087 | [ halott link ] |
| október 11. | Mészöly Dezső                    | Kossuth-díjas író, költő, műfordító, dramaturg                                           | 093 |                 |
| október 11. | Molnár Géza                      | József Attila-díjas író, újságíró                                                        | 087 |                 |
| október 11. | František Sokol                  | olimpiai bronzérmes (1968) csehszlovák válogatott cseh röplabdázó                        | 072 |                 |
| október 10. | Hamazaki Maszahiro               | japán válogatott labdarúgó                                                               | 071 |                 |
| október 10. | Jagjit Singh                     | indiai zenész                                                                            | 070 |                 |
| október 10. | Dalos László                     | újságíró                                                                                 | 087 | [ halott link ] |
| október 9.  | Hermecz István                   | Széchenyi-díjas vegyészmérnök, az MTA levelező tagja                                     | 067 | [ halott link ] |
| október 9.  | Kemény Éva                       | Munkácsy-díjas grafikus                                                                  | 082 |                 |
| október 9.  | Chauncey Hardy                   | amerikai kosárlabdázó (CSS Giurgiu)                                                      | 023 |                 |
| október 9.  | Pavel Karelin                    | orosz síugró                                                                             | 021 |                 |
| október 8.  | Al Davis                         | amerikai sportüzletember, edző, az Oakland Raiders tukajdonosa (1970–2011)               | 082 |                 |
| október 8.  | David Hess                       | amerikai színész                                                                         | 069 |                 |
| október 8.  | Dennis M. Ritchie                | amerikai számítástechnikus, a C programozási nyelv megalkotója                           | 070 |                 |
| október 8.  | Mikey Welsh                      | amerikai zenész (Weezer), festő                                                          | 040 |                 |
| október 8.  | Ingvar Wixell                    | svéd operaénekes (bariton)                                                               | 080 |                 |
| október 7.  | Hermann Krisztián                | vízilabdázó (PVSK-Fűszér, Kaposvári VK)                                                  | 023 |                 |
| október 7.  | Andrew Laszlo                    | magyar származású amerikai operatőr                                                      | 085 |                 |
| október 7.  | Ramiz Alia                       | albán politikus                                                                          | 086 |                 |
| október 6.  | Diane Cilento                    | ausztráliai brit színésznő                                                               | 078 |                 |
| október 5.  | Gál Tímea                        | turkológus, a Magyar–Török Baráti Társaság alapító tagja és első főtitkára               | 049 |                 |
| október 5.  | Steve Jobs                       | amerikai informatikus, az Apple alapítója                                                | 056 |                 |
| október 5.  | Charles Napier                   | amerikai színész                                                                         | 075 |                 |
| október 5.  | Pesti György                     | labdarúgó, sportvezető (DVTK)                                                            | 086 |                 |
| október 5.  | Gökşin Sipahioğlu                | török fotográfus, fotóriporter                                                           | 084 |                 |
| október 5.  | Takács Péter                     | gitáros, énekes, trombitás, furulyás (Korai Öröm)                                        | 045 |                 |
| október 4.  | Kleibán Antal                    | magyar bajnok labdarúgó (Csepel)                                                         | 077 |                 |
| október 4.  | Tóth Géza                        | világ- és Európa-bajnok súlyemelő                                                        | 079 |                 |
| október 4.  | Trần Văn Dĩnh                    | dél-vietnámi diplomata                                                                   | 088 |                 |
| október 2.  | Kováts Flórián                   | népművelő, újságíró                                                                      | 063 | [ halott link ] |
| október 2.  | Schulek Ágoston                  | atléta, edző, a Magyar Atlétikai Szövetség elnöke (1991–2001, 2008–2009)                 | 068 |                 |
| október 2.  | Woynárovich Elek                 | Széchenyi-díjas halbiológus, egyetemi tanár                                              | 095 |                 |
| október 1.  | Sven Tumba                       | világbajnok (1953, 1957, 1962) svéd jégkorongozó                                         | 080 |                 |
| október 1.  | Vári András                      | gazdaságtörténész                                                                        | 058 |                 |

## Szeptember
| Dátum          | Név                                        | Foglalkozás / tisztség                                                                                          | Kor | Forrás          |
| -------------- | ------------------------------------------ | --- | --- | --------------- |
| szeptember 30. | Anvar al-Avlaki                            | jemeni terrorista, az al-Káida jemeni vezetője                                                                  | 040 |                 |
| szeptember 30. | Ralph Steinman                             | kanadai immunológus, posztumusz orvosi Nobel-díjas                                                              | 068 |                 |
| szeptember 29. | Hella Haasse                               | holland író | 093 |                 |
| szeptember 29. | Tatyjana Mihajlovna Lioznova               | orosz–szovjet filmrendező, a Stirlitz-sorozat rendezője                                                         | 087 |                 |
| szeptember 28. | Alfredo Pieroni                            | olasz író, újságíró                                                                                             | 088 |                 |
| szeptember 27. | David Croft                                | angol író, rendező, producer                                                                                    | 089 |                 |
| szeptember 27. | Marcel Dries                               | belga labdarúgó                                                                                                 | 082 |                 |
| szeptember 27. | Ida Fink                                   | lengyel-izraeli író                                                                                             | 089 |                 |
| szeptember 27. | Makovecz Imre                              | Kossuth-díjas építész                                                                                           | 075 |                 |
| szeptember 27. | Jesús María Pereda                         | Európa-bajnok spanyol labdarúgó, szövetségi kapitány                                                            | 073 |                 |
| szeptember 26. | Szabó Kevend János                         | háromszoros román bajnok alpesisíző                                                                             | 024 |                 |
| szeptember 26. | Szoó József                                | labdarúgó (Salgótarjáni BTC)                                                                                    | 058 |                 |
| szeptember 25. | Bódy Irén                                  | Munkácsy Mihály-díjas textilművész                                                                              | 085 |                 |
| szeptember 25. | Kenderesi Tibor                            | színész | 091 |                 |
| szeptember 25. | Wangari Maathai                            | Nobel-békedíjas kenyai környezetvédő, politikus                                                                 | 071 |                 |
| szeptember 24. | Pallag László                              | politikus, országgyűlési képviselő                                                                              | 061 |                 |
| szeptember 23. | Carl Wood                                  | ausztrál kutató                                                                                                 | 082 |                 |
| Tolnai Ilona   | atléta, rövidtávfutó, távolugró, olimpikon | 090 |     |                 |
| szeptember 22. | Aristides Pereira                          | zöld-foki politikus, a Zöld-foki Köztársaság első elnöke (1977–1991)                                            | 088 |                 |
| szeptember 22. | Vesta Williams                             | amerikai énekesnő                                                                                               | 053 |                 |
| szeptember 20. | Alekszej Mamikin                           | szovjet-orosz labdarúgó, edző                                                                                   | 075 |                 |
| szeptember 20. | Burhanuddin Rabbani                        | afgán politikus, államfő (1992–1996)                                                                            | 070 |                 |
| szeptember 19. | Bernard Collomb                            | francia autóversenyző                                                                                           | 080 |                 |
| szeptember 19. | George Cadle Price                         | belize-i politikus, az ország első miniszterelnöke                                                              | 092 | [ halott link ] |
| szeptember 18. | Jamey Rodemeyer                            | amerikai homoszexuális kamaszfiú, homofóbia elleni aktivista, aki az internetes zaklatások miatt öngyilkos lett | 014 |                 |
| szeptember 18. | Varga Imre                                 | cselgáncsozó, olimpikon                                                                                         | 066 |                 |
| szeptember 17. | Böröczky József                            | humorista, motorsport-szakkommentátor                                                                           | 063 |                 |
| szeptember 17. | Huszár Zsolt                               | színész | 040 |                 |
| szeptember 17. | Charles H. Percy                           | amerikai politikus, szenátor (Illinois, 1967–1985)                                                              | 091 |                 |
| szeptember 17. | Szojka Ferenc                              | világbajnoki ezüstérmes válogatott labdarúgó                                                                    | 080 |                 |
| szeptember 17. | Cora Vaucaire                              | francia sanzonénekesnő                                                                                          | 093 |                 |
| szeptember 15. | Otakar Vávra                               | cseh filmrendező, forgatókönyvíró                                                                               | 100 |                 |
| szeptember 14. | Rudolf Mössbauer                           | Nobel-díjas német atomfizikus                                                                                   | 082 |                 |
| szeptember 14. | Vajda Béla                                 | rajzfilmrendező                                                                                                 | 076 | [ halott link ] |
| szeptember 14. | Malcolm Wallop                             | amerikai politikus, szenátor (Wyoming, 1977–1995)                                                               | 078 |                 |
| szeptember 13. | Jack Garner                                | amerikai színész (Rockford-akták, Álnokok és elnökök)                                                           | 084 |                 |
| szeptember 13. | Sebestyén Gyula                            | építészmérnök, az MTA külső tagja                                                                               | 089 |                 |
| szeptember 12. | Alekszandr Szaidgerejevics Galimov         | orosz jégkorongozó                                                                                              | 026 |                 |
| szeptember 11. | Christian Bakkerud                         | dán autóversenyző                                                                                               | 026 |                 |
| szeptember 11. | József Gábor                               | vegyészmérnök                                                                                                   | 074 |                 |
| szeptember 11. | Andy Whitfield                             | ausztrál színész                                                                                                | 039 |                 |
| szeptember 10. | Cliff Robertson                            | Oscar-díjas amerikai színész (Charly – Virágot Algernonnak, Pókember)                                           | 088 |                 |
| szeptember 9.  | Laurie Hughes                              | angol válogatott labdarúgó                                                                                      | 087 |                 |
| szeptember 9.  | Legeza Ilona                               | könyvtáros | 061 |                 |
| szeptember 9.  | Újvári János                               | zenész, szaxofonos, billentyűs (Kontroll Csoport)                                                               | 056 |                 |
| szeptember 7.  | Jurij Uricsev                              | orosz jégkorongozó                                                                                              | 020 |                 |
| szeptember 7.  | Artyom Jarcsuk                             | orosz jégkorongozó                                                                                              | 021 |                 |
| szeptember 7.  | Nyikita Kljukin                            | orosz jégkorongozó                                                                                              | 021 |                 |
| szeptember 7.  | Andrej Kirjuhin                            | orosz jégkorongozó                                                                                              | 024 |                 |
| szeptember 7.  | Alekszandr Igorevics Kaljanyin             | orosz jégkorongozó                                                                                              | 023 |                 |
| szeptember 7.  | Marat Natfulovics Kalimulin                | orosz jégkorongozó                                                                                              | 023 |                 |
| szeptember 7.  | Gennagyij Sztanyiszlavovics Csurilov       | orosz jégkorongozó                                                                                              | 024 |                 |
| szeptember 7.  | Vitalij Anyikejenko                        | orosz-ukrán jégkorongozó                                                                                        | 024 |                 |
| szeptember 7.  | Ivan Tkacsenko                             | világbajnoki ezüstérmes orosz jégkorongozó                                                                      | 031 |                 |
| szeptember 7.  | Ruszlan Szalej                             | belarusz válogatott jégkorongozó                                                                                | 036 |                 |
| szeptember 7.  | Jan Marek                                  | világbajnok cseh jégkorongozó                                                                                   | 031 |                 |
| szeptember 7.  | Josef Vašíček                              | világbajnok cseh jégkorongozó                                                                                   | 030 |                 |
| szeptember 7.  | Karel Rachůnek                             | világbajnok cseh jégkorongozó                                                                                   | 032 |                 |
| szeptember 7.  | Pavol Demitra                              | világbajnoki bronzérmes szlovák jégkorongozó                                                                    | 036 |                 |
| szeptember 7.  | Stefan Liv                                 | olimpiai és világbajnok svéd jégkorongozó                                                                       | 030 |                 |
| szeptember 7.  | Nedim Günar                                | török labdarúgó                                                                                                 | 079 |                 |
| szeptember 6.  | Julio Maceiras                             | uruguayi válogatott labdarúgó                                                                                   | 085 |                 |
| szeptember 5.  | Robert Ballaman                            | svájci labdarúgó                                                                                                | 085 |                 |
| szeptember 5.  | Habsburg Félix                             | az utolsó magyar király és osztrák császár harmadik fia                                                         | 095 |                 |
| szeptember 5.  | Bobby Rhine                                | amerikai labdarúgó (FC Dallas)                                                                                  | 035 |                 |
| szeptember 3.  | Győri Szabó József                         | magyar nóta- és népdalénekes                                                                                    | 082 |                 |
| szeptember 3.  | Képíró Sándor                              | jogász, csendőr százados                                                                                        | 097 |                 |
| szeptember 2.  | Gottlieb János                             | erdélyi magyar elméleti fizikus, egyetemi tanár                                                                 | 082 |                 |
| szeptember 2.  | Lennart Magnusson                          | olimpiai ezüstérmes (1952) svéd párbajtőrvívó                                                                   | 087 |                 |
| szeptember 1.  | Edvard Šoštarić                            | jugoszláv (szlovén) nemzetközi labdarúgó-játékvezető                                                            | 069 |                 |

## Augusztus
| Dátum         | Név                          | Foglalkozás / tisztség                                                            | Kor | Forrás          |
| ------------- | ---------------------------- | --------------------------------------------------------------------------------- | --- | --------------- |
| augusztus 31. | Abde ál-Rahmane Mahdzsúb     | válogatott francia labdarúgó, edző \|\| 082 \|\|                                  |     |                 |
| augusztus 31. | Johann Riegler               | osztrák labdarúgó                                                                 | 082 |                 |
| augusztus 31. | Valerij Rozsgyesztvenszkij   | szovjet űrhajós                                                                   | 072 |                 |
| augusztus 30. | Radivoje Ognjanović          | jugoszláv válogatott szerb labdarúgó, edző                                        | 077 |                 |
| augusztus 30. | João Carlos Batista Pinheiro | brazil válogatott labdarúgó, edző                                                 | 079 |                 |
| augusztus 29. | David „Honeyboy” Edwards     | amerikai delta blues gitáros                                                      | 096 |                 |
| augusztus 29. | Hamísz Kadhafi               | líbiai katona, Moammer Kadhafi fia                                                | 028 |                 |
| augusztus 27. | Rátkay Endre                 | festő                                                                             | 083 |                 |
| augusztus 27. | Ija Szavvina                 | szovjet-orosz színésznő                                                           | 075 |                 |
| augusztus 26. | Dobszay László               | Széchenyi-díjas zenetörténész, karnagy, egyetemi tanár                            | 076 |                 |
| augusztus 25. | Eugene Nida                  | amerikai nyelvész, fordításkutató, Biblia-fordító                                 | 096 |                 |
| augusztus 24. | Birtalan Ákos                | romániai magyar politikus, egyetemi tanár, turisztikai miniszter (1996–1998)      | 049 | [ halott link ] |
| augusztus 24. | Gerbovits Jenő               | agronómus, politikus, tárca nélküli miniszter (1990–1991)                         | 086 |                 |
| augusztus 24. | Alfons Van Brandt            | belga labdarúgó                                                                   | 084 |                 |
| augusztus 23. | Douwe Fokkema                | holland irodalomtörténész, sinológus                                              | 080 |                 |
| augusztus 22. | John Howard Davies           | gyermekszínész, televíziós vezető, producer                                       | 072 |                 |
| augusztus 22. | Vicco von Bülow (Loriot)     | német humorista, karikaturista és színész                                         | 087 |                 |
| augusztus 22. | Žarko Nikolić                | olimpiai bajnok (1960) és Európa-bajnoki ezüstérmes szerb labdarúgó               | 074 |                 |
| augusztus 21. | Vigh József                  | jogtudós, kriminológus, egyetemi tanár                                            | 081 |                 |
| augusztus 20. | Rusz István                  | válogatott salakmotor-versenyző                                                   | 054 | [ halott link ] |
| augusztus 19. | Kemenczky Judit              | orientalista, költő, festő                                                        | 063 |                 |
| augusztus 17. | Mátis Lajos                  | Ybl Miklós-díjas építész                                                          | 075 |                 |
| augusztus 17. | Michel Mohrt                 | francia író, irodalomtörténész, a Francia Akadémia tagja                          | 097 |                 |
| augusztus 17. | Pierre Quinon                | olimpiai bajnok (1984) francia rúdugró                                            | 049 |                 |
| augusztus 16. | Tóth Endre                   | József Attila-díjas költő, író                                                    | 096 |                 |
| augusztus 16. | Andrej Bajuk                 | szlovén közgazdász, politikus, miniszterelnök (2000)                              | 067 |                 |
| augusztus 15. | László Ferenc                | orvos, egyetemi tanár, az MTA doktora                                             | 050 |                 |
| augusztus 15. | Zsolnai Béla                 | orvos, szülész-nőgyógyász, egyetemi tanár, az MTA doktora                         | 083 |                 |
| augusztus 14. | Gáspár Tibor                 | szlovákiai magyar történész                                                       | 083 |                 |
| augusztus 13. | Kosaras Vilmos               | színész, rendező                                                                  | 071 |                 |
| augusztus 13. | Chris Lawrence               | brit autóversenyző                                                                | 078 |                 |
| augusztus 12. | Bálványos Huba               | Munkácsy Mihály-díjas grafikus, egyetemi tanár                                    | 073 |                 |
| augusztus 12. | Papp Oszkár                  | Kossuth-díjas festő, tűzzománcművész                                              | 086 | [ halott link ] |
| augusztus 11. | Ignacio Flores               | mexikói válogatott labdarúgó                                                      | 058 |                 |
| augusztus 11. | Jani Lane                    | amerikai énekes (Warrant)                                                         | 047 |                 |
| augusztus 11. | Pálmai Sándor                | labdarúgó (Dorog)                                                                 | 078 |                 |
| augusztus 9.  | Martin Blaszko               | német származású argentin festőművész                                             | 090 |                 |
| augusztus 9.  | Roberto Busa                 | olasz szerzetes, teológus és nyelvész                                             | 097 |                 |
| augusztus 9.  | Szalai Borbála               | kárpátaljai magyar költő, gyermekíró                                              | 085 |                 |
| augusztus 8.  | Jiřina Švorcová              | cseh színésznő (Nők a pult mögött)                                                | 083 |                 |
| augusztus 7.  | Mark Hatfield                | amerikai politikus, szenátor (Oregon, 1967–1997)                                  | 089 |                 |
| augusztus 7.  | Harri Holkeri                | finn politikus, miniszterelnök (1987–1991)                                        | 074 |                 |
| augusztus 7.  | Szirmai Béla                 | Erkel Ferenc-díjas koreográfus, egyetemi tanár                                    | 080 |                 |
| augusztus 7.  | Nancy Wake                   | brit ügynök, hírszerző; a Francia Ellenállási Mozgalom egyik vezetője             | 098 |                 |
| augusztus 6.  | Kuno Klötzer                 | német labdarúgó, edző                                                             | 089 |                 |
| augusztus 6.  | Vicente Llobregat            | venezuelai nemzetközi labdarúgó-játékvezető                                       | 078 |                 |
| augusztus 6.  | Roman Opałka                 | lengyel-francia festő                                                             | 079 |                 |
| augusztus 6.  | Tócsán Tibor                 | világ- és Európa-bajnok kick-boxozó                                               | 020 |                 |
| augusztus 6.  | John Wood                    | angol színész (Háborús játékok, Az ötös számú vágóhíd, Jane Eyre, Csokoládé)      | 081 |                 |
| augusztus 5.  | Francesco Quinn              | olasz származású amerikai színész (A szakasz), Anthony Quinn fia                  | 048 |                 |
| augusztus 5.  | Andrzej Lepper               | lengyel politikus                                                                 | 057 |                 |
| augusztus 5.  | Aziz Shavershian             | oroszországi születésű ausztrál testépítő, internetes sztár, személyi edző, model | 022 |                 |
| augusztus 4.  | Csokits János                | József Attila-díjas költő                                                         | 083 |                 |
| augusztus 4.  | Gorka Lívia                  | Munkácsy-díjas keramikusművész                                                    | 086 |                 |
| augusztus 4.  | Macuda Naoki                 | japán válogatott labdarúgó                                                        | 034 |                 |
| augusztus 4.  | Sapszon Ferenc               | karnagy                                                                           | 081 |                 |
| augusztus 4.  | Varga Katalin                | kétszeres József Attila-díjas író                                                 | 083 |                 |
| augusztus 3.  | Annette Charles              | amerikai színésznő (Grease)                                                       | 063 |                 |
| augusztus 3.  | Kóti Kati                    | színésznő                                                                         | 073 | [ halott link ] |
| augusztus 3.  | Simona Monyová               | cseh írónő                                                                        | 044 |                 |
| augusztus 3.  | Bubba Smith                  | amerikai színész, sportoló                                                        | 066 |                 |
| augusztus 3.  | Stig Sundqvist               | svéd válogatott labdarúgó, edző                                                   | 089 |                 |
| augusztus 2.  | Baruj Benacerraf             | Nobel-díjas amerikai orvos                                                        | 090 |                 |
| augusztus 2.  | Attilio Pavesi               | olimpiai bajnok (1932) olasz országútikerékpár-versenyző                          | 100 |                 |
| augusztus 1.  | Zsanna Prohorenko            | szovjet-orosz színésznő                                                           | 071 |                 |

## Július
| Dátum          | Név                             | Foglalkozás / tisztség                                                                         | Kor | Forrás          |
| -------------- | ------------------------------- | ---------------------------------------------------------------------------------------------- | --- | --------------- |
| Ismeretlen nap | Jánosi Marcell                  | állami díjas gépészmérnök, feltaláló                                                           | 079 |                 |
| Ismeretlen nap | Zavoda Ferenc (Francisc Zavoda) | magyar nemzetiségű román válogatott labdarúgó                                                  | 084 |                 |
| július 31.     | Feka Lajos                      | roma származású magyar festőművész                                                             | 058 |                 |
| július 31.     | Ljubiša Stojanović „Louis”      | szerb énekes                                                                                   | 059 |                 |
| július 31.     | Sebestyén Benedek               | festőművész, szobrászművész, református lelkipásztor                                           | 074 |                 |
| július 30.     | Romics László                   | Széchenyi-díjas orvos, belgyógyász, egyetemi tanár, az MTA rendes tagja                        | 074 |                 |
| július 30.     | Szabó András                    | jogász, kriminológus, egyetemi tanár, az MTA rendes tagja                                      | 083 |                 |
| július 29.     | Patassy Tibor                   | kétszeres Jászai Mari-díjas színész, érdemes művész                                            | 085 |                 |
| július 28.     | Abd el-Fattáh Júnisz            | líbiai katonatiszt, a líbiai polgárháború idején a Szabad Líbiai Hadsereg főparancsnoka        | 067 |                 |
| július 27.     | Rudolf Baláž                    | szlovák katolikus pap, besztercebányai püspök                                                  | 070 |                 |
| július 27.     | Kristóf Ágota                   | Kossuth-díjas, francia nyelven alkotó, magyar származású svájci író                            | 075 |                 |
| július 27.     | Molnár Gál Péter                | színikritikus, újságíró, dramaturg, színháztörténész                                           | 075 |                 |
| július 26.     | Halasi Kun György               | magyar származású amerikai hidrogeológus, az MTA külső tagja                                   | 094 |                 |
| július 26.     | Komacu Szakjó                   | japán sci-fi-író                                                                               | 080 |                 |
| július 26.     | Majzlinger Sándor               | labdarúgó, (Dunaújvárosi Kohász)                                                               | 063 |                 |
| július 26.     | G. Vass István                  | levéltáros                                                                                     | 069 |                 |
| július 25.     | Santiago Cortés (labdarúgó)     | salvadori válogatott labdarúgó                                                                 | 066 |                 |
| július 25.     | Mihálisz Kakojánisz             | ciprusi származású görög filmrendező (Zorba, a görög)                                          | 089 |                 |
| július 25.     | Gerhard Kapl                    | osztrák nemzetközi labdarúgó-játékvezető                                                       | 064 |                 |
| július 25.     | Romvári József                  | Balázs Béla- és Emmy-díjas díszlettervező                                                      | 084 |                 |
| július 24.     | Virgilio Noè                    | olasz bíboros                                                                                  | 089 | [ halott link ] |
| július 23.     | Attalai Gábor                   | Munkácsy Mihály-díjas iparművész, grafikus                                                     | 076 |                 |
| július 23.     | Marinko Kelečević               | bosnyák kézilabdázó (Ferencvárosi TC)                                                          | 026 |                 |
| július 23.     | Amy Winehouse                   | ötszörös Grammy-díjas angol énekesnő, dalszövegíró                                             | 027 |                 |
| július 22.     | Linda Christian                 | mexikói színésznő, az első Bond-lány                                                           | 087 |                 |
| július 21.     | Elliot Handler                  | amerikai üzletember, a Mattel társalapítója, a Barbie-baba tervezője                           | 095 |                 |
| július 21.     | Elwy Yost                       | kanadai műsorvezető, író                                                                       | 086 |                 |
| július 20.     | Lucien Freud                    | német születésű brit festő, Sigmund Freud unokája                                              | 088 |                 |
| július 17.     | Mori Takadzsi                   | japán válogatott labdarúgó                                                                     | 067 |                 |
| július 17.     | Taiji (zenész)                  | japán basszusgitáros, dalszerző                                                                | 045 |                 |
| július 16.     | Bicskei Bertalan                | labdarúgó, edző                                                                                | 066 |                 |
| július 15.     | Friedrich Wilhelm Schnitzler    | német politikus                                                                                | 082 |                 |
| július 14.     | Miguel Comesaña                 | argentin nemzetközi labdarúgó-játékvezető                                                      | 083 |                 |
| július 14.     | Eric Delaney                    | angol dobos                                                                                    | 087 |                 |
| július 14.     | Leo Kirch                       | német médiavállalkozó                                                                          | 084 |                 |
| július 14.     | Hidvéghy Valéria                | színésznő                                                                                      | 097 |                 |
| július 13.     | Boromisza Zsolt                 | festőművész, grafikus                                                                          | 083 |                 |
| július 13.     | Gilyén Jenő                     | Kossuth-díjas építészmérnök, statikus                                                          | 092 |                 |
| július 13.     | Heinz Reincke                   | német színész (Nem kell mindig kaviár)                                                         | 086 |                 |
| július 13.     | Töttössy Csaba                  | klasszika-filológus, indogermanista, egyetemi tanár                                            | 080 |                 |
| július 12.     | Polonyi Péter                   | sinológus, politológus, műfordító                                                              | 076 |                 |
| július 12.     | Sherwood Schwartz               | amerikai televíziós producer, forgatókönyvíró (Gilligan’s Island)                              | 094 |                 |
| július 11.     | Tom Gehrels                     | holland-amerikai csillagász                                                                    | 086 |                 |
| július 11.     | Kántor Erzsébet                 | műfordító                                                                                      | 073 |                 |
| július 10.     | Roland Petit                    | francia koreográfus                                                                            | 087 |                 |
| július 9.      | Michael Burston („Würzel”)      | angol zenész, gitáros (Motörhead)                                                              | 061 |                 |
| július 9.      | Facundo Cabral                  | argentin folkénekes, dalszövegíró                                                              | 074 |                 |
| július 8.      | Roberts Blossom                 | amerikai színész                                                                               | 087 |                 |
| július 8.      | Sam Denoff                      | Grammy-díjas amerikai forgatókönyvíró, televíziós producer                                     | 083 |                 |
| július 8.      | Betty Ford                      | amerikai first lady (1974–1977)                                                                | 093 |                 |
| július 8.      | Imets Dénes                     | erdélyi magyar népzenekutató, drámaíró                                                         | 081 |                 |
| július 7.      | Manuel Galbán                   | kubai gitáros                                                                                  | 080 |                 |
| július 7.      | Pintér Ferenc                   | fizikus, tanszékvezető egyetemi tanár                                                          | 078 |                 |
| július 7.      | Szilvásy Nándor                 | Munkácsy Mihály-díjas festő                                                                    | 083 |                 |
| július 6.      | Görkói János                    | többszörös magyar bajnok rövidtávfutó                                                          | 094 |                 |
| július 6.      | Póta Gyula                      | politikus, polgármester                                                                        | 064 | [ halott link ] |
| július 5.      | Theodore Roszak                 | amerikai kultúrtörténész, társadalomkritikus                                                   | 078 |                 |
| július 5.      | Kerekes László                  | vajdasági magyar festő                                                                         | 056 |                 |
| július 5.      | Láng György (George Lang)       | magyar származású amerikai gasztronómus, restaurátur, vállalkozó, a Gundel étterem tulajdonosa | 086 |                 |
| július 5.      | Mika Myllylä                    | olimpiai bajnok (1998) finn sífutó                                                             | 041 |                 |
| július 5.      | Soós Kálmán                     | kárpátaljai magyar történész, főiskolai rektor                                                 | 049 |                 |
| július 5.      | Gordon Tootoosis                | krí származású kanadai színész, aktivista                                                      | 069 |                 |
| július 4.      | Ábrahám Miklós                  | nótaénekes                                                                                     | 082 |                 |
| július 4.      | Habsburg Ottó                   | politikus, közíró, az Európai Parlament tagja, az utolsó Habsburg-trónörökös                   | 098 |                 |
| július 4.      | Szalayné Sebők Éva              | röplabdázó, edző                                                                               | 062 |                 |
| július 3.      | Barta Mária                     | színésznő, a Szegedi Nemzeti Színház örökös tagja                                              | 087 |                 |
| július 3.      | Hadházy Zsuzsa                  | erdélyi újságíró, tanár, szerkesztő                                                            | 059 |                 |
| július 3.      | Anna Massey                     | brit színésznő (Megkísértve, Téboly, Babaház)                                                  | 073 |                 |
| július 1.      | Willie Fernie                   | skót labdarúgó, edző                                                                           | 082 |                 |
| július 1.      | Jean-Louis Rosier               | francia autóversenyző                                                                          | 086 |                 |

## Június
| Dátum          | Név                             | Foglalkozás / tisztség                                               | Kor  | Forrás          |
| -------------- | ------------------------------- | -------------------------------------------------------------------- | ---- | --------------- |
| Ismeretlen nap | Bodó Gábor                      | olimpikon, válogatott röplabdázó                                     | 069  |                 |
| június 30.     | Tom Kruse                       | ausztrál postás, dokumentumfilm-alany (Az Isten háta mögött)         | 096  |                 |
| június 30.     | Fritz Morf                      | svájci labdarúgó                                                     | 083  |                 |
| június 30.     | Petrovics Emil                  | kétszeres Kossuth-as zeneszerző                                      | 081  |                 |
| június 30.     | Uzsoki András                   | egyháztörténész, régész, muzeológus                                  | 085  |                 |
| június 29.     | Trón Árpád                      | festő                                                                | 043  |                 |
| június 27.     | Betty Callaway                  | angol műkorcsolyaedző                                                | 083  |                 |
| június 27.     | Mike Doyle                      | angol labdarúgó                                                      | 064  |                 |
| június 27.     | Elaine Stewart                  | amerikai színésznő, modell                                           | 081  |                 |
| június 26.     | Jan van Beveren                 | válogatott holland labdarúgó (PSV Eindhoven)                         | 063  |                 |
| június 26.     | Kálmán Béla                     | magyar születésű amerikai fotóművész                                 | 089  |                 |
| június 26.     | Robert Morris                   | amerikai kriptográfus                                                | 078  |                 |
| június 26.     | Christopher Shale               | brit politikus, a Konzervatív Párt tagja                             | 056  |                 |
| június 25.     | Alice Playten                   | amerikai színésznő, énekesnő                                         | 063  |                 |
| június 25.     | Margaret Tyzack                 | brit színésznő                                                       | 079  |                 |
| június 24.     | Tomislav Ivić                   | horvát labdarúgóedző                                                 | 077  |                 |
| június 23.     | Christiane Desroches Noblecourt | francia egyiptológus                                                 | 097  |                 |
| június 23.     | Peter Falk                      | magyar származású amerikai színész, filmproducer                     | 083  |                 |
| június 23.     | Gene Colan                      | amerikai képregényrajzoló                                            | 084  |                 |
| június 22.     | David Rayfiel                   | amerikai forgatókönyvíró                                             | 087  |                 |
| június 21.     | Bácskai Mihály                  | drámapedagógus, Szentes díszpolgára                                  | 081  |                 |
| június 21.     | Maria Gomes Valentim            | brazil korrekorder                                                   | 114  |                 |
| június 21.     | Vlagyimir Pettaj                | orosz nemzetközi labdarúgó-játékvezető                               | 038  |                 |
| június 20.     | id. Belánszky László            | a MÁV nyugalmazott tanácsosa, Esztergom díszpolgára                  | 095  | [ halott link ] |
| június 20.     | Szergej Drugal                  | orosz tudományos-fantasztikus író, mérnök                            | 074  |                 |
| június 20.     | Ryan Dunn                       | amerikai kaszkadőr, televíziós személyiség (Jackass, Viva La Bam)    | 034  |                 |
| június 19.     | Kende Rezső                     | olimpikon tornász                                                    | 102  |                 |
| június 18.     | Ádám György                     | jogász, filozófus, egyetemi tanár                                    | 089  |                 |
| június 18.     | Ulrich Biesinger                | nyugatnémet válogatott világbajnok német labdarúgó                   | 077  |                 |
| június 18.     | Jelena Georgijevna Bonner       | orosz emberi jogi aktivista                                          | 088  | [ halott link ] |
| június 18.     | Frederick Chiluba               | zambiai politikus, elnök (1991–2002)                                 | 068  |                 |
| június 18.     | Clarence Clemons                | amerikai szaxofonos (E Street Band)                                  | 069  |                 |
| június 18.     | Litkey Bence                    | olimpikon vitorlázó                                                  | 069  |                 |
| június 18.     | Marek Szufa                     | lengyel pilóta, műrepülő                                             | 057  |                 |
| június 16.     | Juan García Atienza             | spanyol sci-fi-író, forgatókönyvíró, dokumentumfilm-rendező          | 080  |                 |
| június 15.     | Klacsmányi Sándor               | újságíró, szerkesztő, műfordító                                      | 070  |                 |
| június 15.     | Mae Wheeler                     | amerikai dzsesszénekesnő                                             | 077  |                 |
| június 14.     | Gyertyán Ervin                  | Balázs Béla-díjas filmkritikus, író, műfordító                       | 085  |                 |
| június 14.     | Seth Putnam                     | amerikai énekes, zenész (Anal Cunt)                                  | 043  |                 |
| június 13.     | Wéber György                    | magyar származású amerikai orvos, onkológus, az MTA tiszteleti tagja | 089  |                 |
| június 12.     | Carl Gardner                    | amerikai énekes (The Coasters)                                       | 083  |                 |
| június 12.     | Sebestyén Éva                   | Gobbi Hilda-életműdíjas színésznő, a Szigligeti Színház örökös tagja | 083  |                 |
| június 12.     | Laura Ziskin                    | amerikai producer (Micsoda nő, Pókember)                             | 061  |                 |
| június 11.     | Szöllősy Irén                   | Jászai Mari-díjas bábművész (Cicamica, Bunyó Bálint)                 | 092  |                 |
| június 11.     | Kurt Nielsen                    | dán teniszező, 1957-ben vegyes párosban győzött a US Openen          | 080  |                 |
| június 10.     | Jeanne Bice                     | amerikai divattervező, vállalkozó, televíziós személyiség            | 071  |                 |
| június 10.     | Patrick Leigh Fermor            | brit író, utazó, katona                                              | 096  |                 |
| június 10.     | Herbert Franke                  | német sinológus                                                      | 096  |                 |
| június 10.     | Abdi Shakur Sheikh Hassan       | szomáli politikus, belügyminiszter (2010 óta)                        | 0?   |                 |
| június 10.     | Szabados György                 | Kossuth-díjas zeneszerző, zongoraművész                              | 071  |                 |
| június 8.      | Fazul Abdullah Mohammed         | comorei terrorista, az al-Káida kelet-afrikai vezetője               | 038? |                 |
| június 7.      | Debreczeni Éva                  | romániai magyar újságíró, szerkesztő, író                            | 053  |                 |
| június 7.      | Karádi Péter                    | magyar bajnok atléta futó                                            | 084  |                 |
| június 7.      | Jorge Semprún                   | spanyol író, politikus                                               | 087  |                 |
| június 6.      | Deme László                     | nyelvész, tanár                                                      | 089  | [ halott link ] |
| június 5.      | Célestin Oliver                 | francia válogatott labdarúgó, edző                                   | 080  |                 |
| június 4.      | Lawrence Eagleburger            | amerikai politikus, külügyminiszter                                  | 080  |                 |
| június 4.      | Maurice Garrel                  | francia színész                                                      | 088  |                 |
| június 4.      | Donald Hewlett                  | brit színész (Csengetett, Mylord? – Lord Meldrum)                    | 090  |                 |
| június 4.      | Ilyas Kashmiri                  | pakisztáni terrorista, az al-Káida egyik vezetője                    | 047  |                 |
| június 3.      | James Arness                    | amerikai színész (Gunsmoke)                                          | 088  |                 |
| június 3.      | Jack Kevorkian                  | eutanáziapárti amerikai orvos, festő, zenész („Dr. Halál”)           | 083  |                 |
| június 2.      | Ray Bryant                      | amerikai dzsesszzongorista, zeneszerző                               | 079  |                 |
| június 2.      | Vicente Ramos Pérez             | spanyol történész                                                    | 091  |                 |
| június 1.      | Munir Dar                       | olimpiai bajnok (1960) pakisztáni gyeplabdázó                        | 076  |                 |

## Május
| Dátum     | Név                            | Foglalkozás / tisztség                                                                                 | Kor | Forrás          |
| --------- | ------------------------------ | --- | --- | --------------- |
| május 31. | H. Bóna Márta                  | meteorológus, az Országos Meteorológiai Szolgálat munkatársa                                           | 066 |                 |
| május 31. | Kremsier Edit                  | Balázs Béla-díjas forgatókönyvíró, szerkesztő, rendező, dramaturg                                      | 079 |                 |
| május 31. | Dumitru Manea                  | román válogatott labdarúgó                                                                             | 062 |                 |
| május 31. | Philip Rose                    | amerikai színrendező                                                                                   | 089 |                 |
| május 31. | Sølvi Wang                     | norvég énekesnő, színésznő                                                                             | 081 |                 |
| május 30. | Czigány Zoltán                 | szerkesztő, rendező, író                                                                               | 045 | [ halott link ] |
| május 30. | Clarice Taylor                 | amerikai színésznő (The Cosby Show)                                                                    | 093 |                 |
| május 30. | Tabák László                   | erdélyi magyar újságíró, elbeszélő, műfordító                                                          | 084 | [ 7 ]           |
| május 30. | Giorgio Tozzi                  | négyszeres Grammy-díjas amerikai operaénekes (basszus)                                                 | 088 |                 |
| május 30. | Tillmann Uhrmacher             | német lemezlovas, zenei producer, rádiós műsorvezető                                                   | 044 |                 |
| május 30. | Rosalyn Sussman Yalow          | Nobel-díjas amerikai orvos, fizikus                                                                    | 089 |                 |
| május 29. | Szergej Vasziljevics Bagaps    | abház politikus, a nemzetközileg el nem ismert Abházia elnöke (2005–2011)                              | 062 |                 |
| május 29. | Jon Blake                      | ausztrál színész                                                                                       | 052 |                 |
| május 29. | Bolyki János                   | református lelkész, teológiai doktor                                                                   | 079 |                 |
| május 29. | Josef von Ferenczy             | magyar származású német médiamenedzser                                                                 | 092 |                 |
| május 29. | Mádl Ferenc                    | Széchenyi-díjas jogtudós, egyetemi tanár, az MTA rendes tagja, a Magyar Köztársaság elnöke (2000–2005) | 080 |                 |
| május 28. | Ramuald Klim                   | olimpiai bajnok (1964) szovjet-fehérorosz atléta, kalapácsvető                                         | 078 |                 |
| május 28. | Alys Robi                      | kanadai énekesnő                                                                                       | 088 |                 |
| május 27. | Jeff Conaway                   | amerikai színész                                                                                       | 060 |                 |
| május 27. | Margo Dydek (Małgorzata Dydek) | válogatott lengyel kosárlabdázó                                                                        | 037 |                 |
| május 27. | Gil Scott-Heron                | amerikai zenész, költő, író, „a rap keresztapja”                                                       | 062 |                 |
| május 25. | Leonora Carrington             | brit születésű mexikói művész, szürrealista festő, novellaíró                                          | 094 |                 |
| május 24. | Bogárdi Mihály                 | gyermekgyógyász, elektroenkefalográfus, újságíró                                                       | 086 |                 |
| május 24. | Huguette Clark                 | amerikai festő, műgyűjtő, filantróp, William A. Clark szenátor lánya                                   | 104 |                 |
| május 24. | Fănuș Neagu                    | román író, drámaíró, forgatókönyvíró                                                                   | 079 |                 |
| május 23. | Cs. Gyimesi Éva                | romániai magyar irodalomtörténész, egyetemi tanár                                                      | 065 |                 |
| május 22. | Dietfried Bernet               | osztrák karmester                                                                                      | 071 |                 |
| május 22. | Ferjan Matej                   | szlovéniai születésű salakmotor-versenyző, a magyar csapat tagja                                       | 034 |                 |
| május 22. | Faye Treadwell                 | amerikai zenei menedzser                                                                               | 084 |                 |
| május 21. | Bill Hunter                    | ausztrál színész                                                                                       | 071 |                 |
| május 21. | Echo Valley                    | amerikai pornószínésznő                                                                                | 056 |                 |
| május 20. | Eduard Janota                  | cseh közgazdász, pénzügyminiszter (2009–2010)                                                          | 059 |                 |
| május 20. | Joaquín Pérez                  | kétszeres olimpiai bronzérmes (1980) mexikói lovas                                                     | 074 |                 |
| május 20. | Randy Savage                   | amerikai pankrátor, színész                                                                            | 058 |                 |
| május 19. | Bugár Béla                     | szlovákiai magyar színész, a Komáromi Jókai Színház örökös tagja                                       | 080 |                 |
| május 19. | Csire József                   | romániai magyar zeneszerző, karmester                                                                  | 085 |                 |
| május 19. | Tóhei Kóicsi                   | japán aikidó-mester                                                                                    | 091 |                 |
| május 19. | Garret FitzGerald              | ír politikus, miniszterelnök (1981–1982; 1982–1987)                                                    | 085 |                 |
| május 19. | Kathy Kirby                    | amerikai énekes                                                                                        | 072 |                 |
| május 19. | Vlagyimir Rizskin              | olimpiai bajnok (1956) szovjet válogatott orosz labdarúgó                                              | 080 |                 |
| május 19. | Sipos József                   | újságíró, televíziós szerkesztő                                                                        | 061 |                 |
| május 18. | Sós Mária                      | rendező-forgatókönyvíró, egyetemi tanár                                                                | 062 |                 |
| május 17. | Joseph Galibardy               | olimpiai bajnok (1936) indiai gyeplabdázó                                                              | 096 |                 |
| május 17. | Sebes Tibor                    | újságíró                                                                                               | 081 |                 |
| május 16. | Edward Hardwicke               | angol színész                                                                                          | 078 |                 |
| május 15. | Pete Lovely                    | amerikai autóversenyző                                                                                 | 085 |                 |
| május 15. | Samuel Wanjiru                 | kenyai olimpiai bajnok maratoni futó                                                                   | 024 |                 |
| május 14. | Hary Béla                      | karmester, a Kolozsvári Magyar Opera örökös tagja                                                      | 076 |                 |
| május 14. | N. Szabó Sándor                | Gobbi Hilda-életműdíjas színész, a Pécsi Nemzeti Színház örökös tagja                                  | 066 |                 |
| május 14. | Birgitta Trotzig               | svéd írónő, a Svéd Akadémia tagja                                                                      | 081 |                 |
| május 14. | Joseph Wershba                 | amerikai riporter, híradós                                                                             | 090 |                 |
| május 13. | Bárdos B. Artúr                | romániai magyar újságíró, költő                                                                        | 088 |                 |
| május 13. | Derek Boogaard                 | kanadai jégkorongozó (New York Rangers)                                                                | 028 |                 |
| május 13. | Szodfridt István               | erdőmérnök, botanikus, egyetemi tanár                                                                  | 081 | [ halott link ] |
| május 12. | Paulus Alajos                  | Balázs Béla-díjas filmrendező                                                                          | 085 |                 |
| május 11. | Robert Traylor                 | amerikai kosárlabdázó                                                                                  | 034 |                 |
| május 11. | Kartal Zsuzsa                  | költő, kritikus, műfordító, publicista                                                                 | 064 |                 |
| május 10. | Szabó György                   | klasszika-filológus, irodalomtörténész, műfordító                                                      | 091 |                 |
| május 10. | Michael Baze                   | amerikai zsoké                                                                                         | 024 |                 |
| május 10. | Mia Amber Davis                | amerikai modell, színész, televíziós producer, lapszerkesztő                                           | 036 |                 |
| május 9.  | Dolores Fuller                 | amerikai színésznő, dalszerző                                                                          | 088 |                 |
| május 9.  | Rádai Sándor                   | gépészmérnök, rehabilitáicós szakember, fogyatékosügyi aktivista                                       | 078 |                 |
| május 9.  | Sailendra Kumar Upadhjaj       | nepáli politikus, korábbi külügyminiszter (1986–1990)                                                  | 082 |                 |
| május 9.  | Wouter Weylandt                | belga kerékpárversenyző                                                                                | 026 |                 |
| május 8.  | Münnich Iván                   | agressziókutató, klinikai szakpszichológus                                                             | 066 |                 |
| május 8.  | Tönkő Pál                      | állatorvos                                                                                             | 092 |                 |
| május 7.  | Hubay Miklós                   | Kossuth-díjas drámaíró, műfordító, esszéista                                                           | 093 |                 |
| május 7.  | Willard Boyle                  | Nobel-díjas (2009) amerikai fizikus, a CCD társfeltalálója                                             | 086 |                 |
| május 7.  | Seve Ballesteros               | ötszörös Major-győztes, korábbi világelső spanyol golfozó                                              | 054 |                 |
| május 7.  | Bögözi Kádár János             | költő, prózaíró                                                                                        | 071 |                 |
| május 7.  | Gunter Sachs                   | német–svájci fotográfus, író, asztrológus, milliárdos playboy, 1966–69 között Brigitte Bardot férje    | 079 |                 |
| május 7.  | John Walker                    | amerikai énekes, dalszerző, gitáros                                                                    | 067 |                 |
| május 5.  | Claude Choules                 | brit születésű amerikai katona, az utolsó ismert első világháborús veterán                             | 110 |                 |
| május 5.  | Arthur Laurents                | amerikai drámaíró, librettista, színrendező, forgatókönyvíró (West Side Story)                         | 093 |                 |
| május 5.  | Dana Wynter                    | német–magyar származású brit–amerikai színésznő                                                        | 079 |                 |
| május 4.  | Sammy McCrory                  | északír válogatott labdarúgó                                                                           | 086 |                 |
| május 4.  | Mary Murphy                    | amerikai színésznő (A vad, Támaszpont, A félelem órái)                                                 | 080 |                 |
| május 4.  | Jean Perrot                    | francia nyelvész, uralista, a Magyar Tudományos Akadémia tiszteleti tagja                              | 086 |                 |
| május 4.  | Frans Sammut                   | máltai író                                                                                             | 065 |                 |
| május 4.  | Sada Thompson                  | amerikai színésznő                                                                                     | 083 |                 |
| május 4.  | Zsíros Pál                     | kosárlabdázó (SZEOL SC)                                                                                | 056 |                 |
| május 3.  | Günther Bechem                 | német autóversenyző                                                                                    | 089 |                 |
| május 3.  | Robert Brout                   | Wolf-díjas amerikai-belga fizikus, professor emeritus                                                  | 082 |                 |
| május 3.  | Jackie Cooper                  | amerikai színész, televíziós rendező, producer (Skippy, Superman)                                      | 088 |                 |
| május 3.  | Nagy Marianna                  | olimpiai bronzérmes, Európa-bajnok műkorcsolyázó                                                       | 082 |                 |
| május 3.  | Németh Sándor                  | vezérezredes, a Magyar Honvédség korábbi vezérkarfőnöke                                                | 069 |                 |
| május 3.  | Nagy Károly                    | szociológus, egyetemi tanár, irodalomszervező                                                          | 076 |                 |
| május 2.  | Oszáma bin Láden               | szaúd-arábiai militáns iszlamista, az al-Káida egyik feltételezett alapítója                           | 054 |                 |
| május 2.  | Jaegasi Sigeo                  | japán válogatott labdarúgó                                                                             | 078 |                 |
| május 2.  | Kalotai Zsolt                  | könyvtáros, szerkesztő                                                                                 | 068 |                 |
| május 1.  | Varga E. Árpád                 | könyvtáros, társadalomkutató                                                                           | 059 |                 |
| május 1.  | Sir Henry Cooper               | Európa-bajnok angol nehézsúlyú ökölvívó                                                                | 076 |                 |
| május 1.  | Agustín García-Gasco Vicente   | spanyol bíboros valenciai érsek                                                                        | 080 |                 |
| május 1.  | Móse Landau                    | izraeli jogász, Adolf Eichmann perének főbírája                                                        | 099 | [ halott link ] |
| május 1.  | Ted Lowe                       | angol sportkommentátor                                                                                 | 090 | [ halott link ] |

## Április
| Dátum       | Név                                 | Foglalkozás / tisztség                                                                                           | Kor | Forrás          |
| ----------- | ----------------------------------- | --- | --- | --------------- |
| április 30. | Szaif al-Arab Kadhafi               | Moammer Kadhafi fia                                                                                              | 029 |                 |
| április 30. | Ernesto Sábato                      | Cervantes-díjas argentin író (Az alagút), festő, fizikus                                                         | 099 |                 |
| április 30. | Aposztolosz Szantasz                | görög forradalmár, ellenálló                                                                                     | 089 |                 |
| április 30. | Eddie Turnbull                      | skót válogatott labdarúgó, edző                                                                                  | 088 |                 |
| április 29. | Waldemar Baszanowski                | kétszeres olimpiai bajnok lengyel súlyemelő                                                                      | 075 |                 |
| április 29. | Gózon István                        | a Magyar Távirati Iroda főszerkesztő-helyettese                                                                  | 057 |                 |
| április 28. | William Campbell                    | amerikai filmszínész, karakterszínész (Star Trek, Star Trek: Deep Space Nine, Dementia 13, San Francisco utcáin) | 084 |                 |
| április 28. | Kósa Ferenc                         | esperes | 083 |                 |
| április 28. | Erhard Loretan                      | svájci hegymászó                                                                                                 | 052 |                 |
| április 28. | Zolnay Zsuzsa                       | Jászai Mari-díjas színésznő, a Nemzeti Színház örökös tagja                                                      | 079 |                 |
| április 27. | Karaffa Béla                        | kézilabdázó, edző, a magyar férfi kézilabda-válogatott edzője                                                    | 085 |                 |
| április 27. | Szolnoky Erzsébet                   | egyháztörténész, tanár, hitoktató, agrármérnök, szakíró, tankönyvíró                                             | 068 |                 |
| április 27. | Yvette Vickers                      | amerikai színésznő, énekesnő, modell                                                                             | 082 |                 |
| április 27. | Alice Ward                          | Micky Ward és Dicky Eklund ökölvívók édesanyja, A harcos című film ihletője                                      | 079 |                 |
| április 27. | David Wilkerson                     | amerikai prédikátor, evangélista                                                                                 | 079 |                 |
| április 26. | John Cossette                       | amerikai televíziós producer, a Grammy-díjátadó gyártásvezetője                                                  | 054 |                 |
| április 26. | Phoebe Snow                         | amerikai énekesnő, dalszerző                                                                                     | 060 |                 |
| április 26. | Tóth László                         | politikus (Fidesz), Dunaújváros korábbi alpolgármestere                                                          | 052 |                 |
| április 25. | Ira Cohen                           | amerikai költő, fotóművész, filmrendező, elektronikus multimédia sámán                                           | 076 |                 |
| április 25. | Gonzalo Rojas                       | chilei költő | 093 |                 |
| április 24. | Nábrádi Lajos                       | újságíró (Kelet-Magyarország)                                                                                    | 068 | [ halott link ] |
| április 24. | Csík Miklós                         | ének-zenetanár, karnagy                                                                                          | 081 | [ halott link ] |
| április 24. | Szatja Szái Bába                    | indiai guru, spirituális és vallási vezető                                                                       | 084 |                 |
| április 24. | Nawang Gombu                        | tibeti származású nepáli-indiai serpa, Tendzing Norgaj unokaöccse                                                | 079 |                 |
| április 24. | Marie-France Pisier                 | francia színésznő (Sógorok, sógornők, Barocco)                                                                   | 066 |                 |
| április 23. | Terence Longdon                     | brit színész | 088 |                 |
| április 23. | Ohga Norio                          | japán üzletember, a Sony Corporation elnök-vezérigazgatója                                                       | 081 |                 |
| április 23. | John Sullivan                       | angol forgatókönyvíró (Szemesnek áll a világ)                                                                    | 064 |                 |
| április 23. | Dutch Tilders                       | ausztrál blueszenész                                                                                             | 069 |                 |
| április 22. | Cseung Szaj-ho                      | válogatott hongkongi labdarúgó                                                                                   | 035 |                 |
| április 22. | Csicsery-Rónay István               | író, könyvkiadó, független kisgazdapárti politikus                                                               | 093 | [ halott link ] |
| április 22. | Koralewsky Vilmos                   | villamosmérnök, főiskolai adjunktus, a Magyar Telekom PKI Távközlésfejlesztési Intézet igazgatója                | 062 |                 |
| április 22. | Szjarhej Leanyidavics Lahun         | világbajnok belarusz súlyemelő                                                                                   | 022 |                 |
| április 21. | Annalisa Ericson                    | svéd színésznő                                                                                                   | 097 |                 |
| április 21. | Hunyadi László                      | labdarúgó (Csepel)                                                                                               | 063 |                 |
| április 21. | Jeszenszky Ferenc                   | fizikus, az ÉRTEM alapítója                                                                                      | 078 |                 |
| április 20. | Allan Brown                         | skót labdarúgó és edző                                                                                           | 084 |                 |
| április 20. | Tim Hetherington                    | brit-amerikai fotóriporter, filmrendező, producer                                                                | 040 |                 |
| április 20. | Chris Hondros                       | görög származású amerikai fotográfus, fotóriporter                                                               | 041 |                 |
| április 20. | Madelyn Pugh                        | amerikai forgatókönyvíró (I Love Lucy), producer                                                                 | 090 |                 |
| április 20. | Hubert Schlafly                     | amerikai mérnök, feltaláló, a súgógép feltalálója                                                                | 091 |                 |
| április 20. | Gerard Smith                        | amerikai basszusgitáros, a TV on the Radio tagja                                                                 | 036 |                 |
| április 20. | Sztáray Zoltán                      | író, újságíró, szerkesztő, a Recski Szövetség alapítója                                                          | 092 | [ halott link ] |
| április 19. | Grete Waitz                         | világbajnok és olimpiai ezüstérmes norvég maratoni futó                                                          | 057 |                 |
| április 19. | Köves László                        | labdarúgó (Kaposvári Rákóczi, Vasas), edző                                                                       | 066 |                 |
| április 19. | Elisabeth Sladen                    | angol színésznő (Ki vagy, Doki?, Sarah Jane kalandjai)                                                           | 065 |                 |
| április 18. | Olubayo Adefemi                     | válogatott nigériai labdarúgó                                                                                    | 025 |                 |
| április 18. | Fekete József István (Fekete Pityu) | labdarúgó (MVSC, Miskolci Honvéd, DVTK)                                                                          | 082 |                 |
| április 18. | Pietro Ferrero                      | a Ferrero cég vezérigazgatója                                                                                    | 047 |                 |
| április 18. | Nádori László                       | biológus, sporttudós, sportpszichológus, sportvezető, politikus                                                  | 087 |                 |
| április 17. | Győrfi Sándor                       | erdélyi magyar biológus, biológiai szakíró                                                                       | 082 |                 |
| április 17. | Michael Sarrazin                    | kanadai színész (A lovakat lelövik, ugye?)                                                                       | 070 |                 |
| április 17. | Nasszer al-Karafi                   | kuvaiti üzletember, Kuvait leggazdagabb embere                                                                   | 067 |                 |
| április 16. | Bavani Szingh                       | indiai politikus, uralkodó, Dzsaipur utolsó maharadzsája, tábornok                                               | 079 | [ halott link ] |
| április 16. | Bijan Pakzad                        | iráni születésű amerikai divattervező                                                                            | 067 |                 |
| április 15. | Walter Brown                        | olimpiai bronzérmes (1956) ausztrál kajakozó                                                                     | 085 |                 |
| április 15. | Vincenzo La Scola                   | olasz operaénekes, tenor                                                                                         | 053 |                 |
| április 15. | Ladislav Rudický                    | szlovák politikus, Nagymegyer polgármestere                                                                      | 060 |                 |
| április 14. | Trevor Bannister                    | angol színész | 076 |                 |
| április 14. | Brana Crnčević                      | szerb író, újságíró, politikus                                                                                   | 078 |                 |
| április 14. | Csengery Judit                      | színésznő, előadóművész                                                                                          | 081 |                 |
| április 14. | William Lipscomb                    | kémiai Nobel-díjas amerikai kémikus, egyetemi tanár                                                              | 091 |                 |
| április 14. | Rolf W. Schnyder}                   | svájci üzletember, az Ulysse Nardin vezérigazgatója                                                              | 075 |                 |
| április 13. | Szlaboda István                     | sporttörténész                                                                                                   | 085 | [ halott link ] |
| április 13. | Takács Attila                       | olimpikon (1956) tornász                                                                                         | 081 |                 |
| április 13. | Danny Fiszman                       | zsidó származású brit üzletember, az Arsenal FC igazgatója                                                       | 066 |                 |
| április 12. | Sidney Harman                       | amerikai üzletember, a Newsweek hetilap elnöke és tulajdonosa                                                    | 092 |                 |
| április 12. | Aleksandar Petaković                | szerb labdarúgó, edző                                                                                            | 081 |                 |
| április 12. | Désiré Asségnini Tagro              | elefántcsontparti politikus, belügyminiszter                                                                     | 052 |                 |
| április 12. | Luis Fernando Benedit               | argentin festő, a plasztikművészet jeles alakja                                                                  | 074 |                 |
| április 11. | Ákisz Kleánthusz                    | ciprusi politikus, a Ciprusi Értéktőzsde elnöke, majd kulturális és oktatásügyi miniszter                        | 047 |                 |
| április 11. | Piski Elemér                        | labdarúgóedző (BVSC, MTK)                                                                                        | 057 |                 |
| április 11. | Angela Scoular                      | angol karakterszínésznő (Csengetett, Mylord?)                                                                    | 065 |                 |
| április 10. | Schumann János (Sólyom)             | labdarúgó, pályaedző (Újpest)                                                                                    | 082 |                 |
| április 10. | Lőrincz Andor                       | kosárlabdaedző (Szolnoki Olajbányász), az MKOSZ tiszteletbeli elnökségi tagja                                    | 087 |                 |
| április 9.  | Bába Krisztina                      | író, műfordító, színházigazgató                                                                                  | 054 |                 |
| április 9.  | Boros József                        | kajakos (Előre)                                                                                                  | 084 |                 |
| április 9.  | Jerry Lawson                        | amerikai mérnök, feltaláló, videójáték-tervező                                                                   | 070 |                 |
| április 9.  | Sidney Lumet                        | amerikai filmrendező (Tizenkét dühös ember, Kánikulai délután, Gyilkosság az Orient expresszen, Hálózat)         | 086 |                 |
| április 9.  | Pávai Gyula                         | erdélyi magyar pedagógus, közíró, szerkesztő                                                                     | 072 |                 |
| április 8.  | Titkó István                        | Apáczai Csere János-díjas pedagógus, a Debreceni Egyetem Kossuth Lajos Gyakorló Gimnáziumának igazgatója         | 064 |                 |
| április 8.  | Daniel Catán                        | mexikói zeneszerző, operaszerző                                                                                  | 062 |                 |
| április 8.  | Sándor István                       | újságíró, tudósító, műsorvezető                                                                                  | 063 |                 |
| április 6.  | Kántor Zsuzsa                       | József Attila-díjas író                                                                                          | 095 |                 |
| április 5.  | Gil Robbins                         | amerikai folkénekes, a The Highwaymen tagja, Tim Robbins édesapja                                                | 080 |                 |
| április 5.  | Baruch Blumberg                     | Nobel-díjas amerikai orvos, a hepatitis B felfedezője                                                            | 085 |                 |
| április 5.  | Anton Hammerl                       | dél-afrikai újságíró                                                                                             | 041 |                 |
| április 5.  | Komlós Juci                         | Jászai Mari-díjas színésznő, a Nemzet Színésze                                                                   | 092 |                 |
| április 5.  | Horváth Zalán                       | fizikus, egyetemi tanár, az MTA tagja                                                                            | 067 |                 |
| április 4.  | Grónai Alfonz                       | sportvezető | 082 |                 |
| április 4.  | Juliano Mer-Khamis                  | izraeli-arab színész, rendező, politikai aktivista                                                               | 052 |                 |
| április 4.  | Scott Columbus                      | amerikai dobos, a Manowar korábbi tagja                                                                          | 054 |                 |
| április 4.  | Juan Tuñas                          | kubai válogatott labdarúgó                                                                                       | 093 |                 |
| április 3.  | Edith Klestil                       | osztrák politikus, Thomas Klestil elnök első felesége                                                            | 078 | [ halott link ] |
| április 3.  | Gustavo Sondermann                  | brazil autóversenyző                                                                                             | 029 |                 |
| április 3.  | Calvin Russell                      | amerikai énekes, dalszerző, gitáros                                                                              | 062 |                 |
| április 2.  | Bill Varney                         | kétszeres Oscar-díjas amerikai hangmérnök                                                                        | 077 |                 |
| április 1.  | Varkey Vithayathil                  | indiai bíboros                                                                                                   | 083 |                 |

## Március
| Dátum       | Név                           | Foglalkozás / tisztség | Kor | Forrás          |
| ----------- | ----------------------------- | --- | --- | --------------- |
| március 31. | Cserhalmi Mihály              | labdarúgó, (Szegedi AK, Szegedi Haladás, SZSZMTE, Petőfi)                                                                          | 086 |                 |
| március 31. | Peter Dubček                  | szlovák politikus, Pozsony megye önkormányzatának képviselője, Alexander Dubček fia                                                | 061 |                 |
| március 31. | Dubovský László               | szlovákiai magyar közszereplő, Tornalja polgármestere                                                                              | 036 |                 |
| március 31. | Claudia Heill                 | olimpiai ezüstérmes (2004) osztrák cselgáncsozó                                                                                    | 029 |                 |
| március 31. | Vaszilij Makarovics Kononov}  | második világháborús lettországi szovjet partizán, akit Lettországban szabadságvesztésre ítéltek                                   | 088 | [ halott link ] |
| március 31. | Mel McDaniel                  | amerikai countryénekes | 068 |                 |
| március 31. | Payer András                  | énekes, zeneszerző | 069 |                 |
| március 31. | Sík Ferencné Varga Erzsébet   | Liszt Ferenc-díjas táncművész, a Magyar Állami Népi Együttes alapítója és szólótáncosa                                             | 081 |                 |
| március 30. | Bognár Sándor                 | mezőgazdász, entomológus | 090 |                 |
| március 30. | Jorge Camacho                 | kubai festő | 077 |                 |
| március 30. | Klink János                   | autó- és raliversenyző, jégkorongozó                                                                                               | 069 |                 |
| március 30. | Ljudmila Markovna Gurcsenko   | orosz filmszínésznő | 075 | [ halott link ] |
| március 29. | José Alencar                  | brazil vállalkozó, politikus, alelnök                                                                                              | 079 |                 |
| március 29. | Robert Tear                   | walesi operaénekes, tenor | 072 |                 |
| március 29. | Wolf Endre                    | magyar származású svéd hegedűművész                                                                                                | 097 |                 |
| március 28. | Egyed Mihály                  | kosárlabdaedző (PMSC, PEAC, PVSK)                                                                                                  | 080 |                 |
| március 28. | Wenche Foss                   | norvég színházi és filmszínésznő                                                                                                   | 093 |                 |
| március 28. | Esben Storm                   | dán születésű ausztrál színész, író, rendező, producer                                                                             | 060 | [ halott link ] |
| március 28. | Dióssi Ferenc                 | fotográfus | 068 |                 |
| március 27. | DJ Megatron                   | amerikai lemezlovas, rapper, rádiós és televíziós személyiség                                                                      | 032 |                 |
| március 27. | H. R. F. Keating              | angol író, számos detektívregény szerzője (Ghote felügyelő)                                                                        | 084 |                 |
| március 27. | Farley Granger                | amerikai színész (A kötél, Idegenek a vonaton)                                                                                     | 085 | [ halott link ] |
| március 27. | Kornis György                 | festőművész | 084 |                 |
| március 27. | Koós Olga                     | színész, érdemes és kiváló művész, a Magyar Köztársasági Érdemrend tisztikeresztjének tulajdonosa                                  | 085 |                 |
| március 27. | Dorothea Puente               | amerikai sorozatgyilkos | 082 |                 |
| március 26. | Cibele Dorsa                  | brazil színésznő, modell | 036 |                 |
| március 26. | Faragó Sári                   | színésznő | 067 |                 |
| március 26. | Szikossy Ferenc               | muzeológus, történész, a Magyar Nemzeti Múzeum főigazgató-helyettese                                                               | 074 |                 |
| március 26. | Diana Wynne Jones             | angol ifjúsági fantasyíró | 076 |                 |
| március 26. | František Havránek            | cseh labdarúgó, edző, szövetségi kapitány                                                                                          | 087 |                 |
| március 26. | Harry Coover                  | amerikai feltaláló, a pillanatragasztó megalkotója                                                                                 | 094 | [ halott link ] |
| március 26. | Paul Baran                    | amerikai számítástechnikus, az internet előfutárát lehetővé tévő technológiák egyik feltalálója                                    | 084 |                 |
| március 26. | Geraldine Ferraro             | amerikai kongresszusi képviselő, az 1984-es elnökválasztás alelnökjelöltje                                                         | 075 | [ halott link ] |
| március 25. | Thomaz Farkas                 | magyar születésű brazil fotográfus                                                                                                 | 086 |                 |
| március 25. | Marija Grigorjevna Iszakova   | többszörös világbajnok orosz gyorskorcsolyázó                                                                                      | 092 |                 |
| március 25. | Olga Uljanova                 | orosz kémikus, író, egyetemi docens, Lenin utolsó élő rokona                                                                       | 089 |                 |
| március 24. | Hernán Carvallo               | chilei labdarúgó-fedezet | 088 |                 |
| március 24. | Lanford Wilson                | Pulitzer-díjas amerikai színműíró                                                                                                  | 073 |                 |
| március 24. | Kiss Lajos                    | labdarúgóedző, a Videoton FC utánpótlásedzője                                                                                      | 060 |                 |
| március 23. | Wolfgang Meyer                | keletnémet újságíró, politikus | 076 |                 |
| március 23. | Fred Titmus                   | amerikai krikettjátékos | 078 |                 |
| március 23. | Teodor Negoiță                | román felfedező, az Északi-sark első román meghódítója                                                                             | 063 |                 |
| március 23. | Dévald Péter                  | hatszoros magyar szenior bajnok vesetranszplantált úszó                                                                            | 081 |                 |
| március 23. | Elizabeth Taylor              | kétszeres Oscar-díjas angol-amerikai színésznő                                                                                     | 079 | [ halott link ] |
| március 23. | Vágó Tibor                    | újságíró | 090 |                 |
| március 22. | Pál György                    | irodalomtörténész, főiskolai docens                                                                                                | 077 |                 |
| március 22. | Patrick Doeplah               | válogatott libériai labdarúgó | 020 |                 |
| március 21. | Pinetop Perkins               | kétszeres Grammy-díjas amerikai bluesénekes                                                                                        | 097 |                 |
| március 21. | Loleatta Holloway             | amerikai disco- és soulénekesnő | 064 |                 |
| március 21. | Nyikolaj Jefimovics Andrianov | hétszeres olimpiai bajnok orosz tornász                                                                                            | 058 |                 |
| március 21. | Ladislav Novák                | csehszlovák válogatott cseh labdarúgó                                                                                              | 079 |                 |
| március 20. | Dorothy Young                 | amerikai táncos-, színésznő, novellista, Harry Houdini színpadi társa                                                              | 103 |                 |
| március 19. | Ho Ton Trinh                  | vietnámi irodalomtudós, a Magyar Tudományos Akadémia tiszteleti tagja                                                              | 090 |                 |
| március 18. | Enzo Cannavale                | olasz színész, a Piedone-filmek Caputo-ja                                                                                          | 082 |                 |
| március 18. | Laky Ferenc                   | bíró, a Vas Megyei Bíróság elnöke                                                                                                  | 065 |                 |
| március 18. | Warren Christopher            | amerikai diplomata, az Amerikai Egyesült Államok 63. külügyminisztere (daytoni békeszerződés)                                      | 085 |                 |
| március 18. | Antoinette monacói hercegnő   | monacói hercegnő, III. Rainier monacói herceg nővére                                                                               | 090 |                 |
| március 18. | Jet Harris                    | angol basszusgitáros (The Shadows)                                                                                                 | 071 | [ halott link ] |
| március 17. | Ferlin Husky                  | amerikai countryénekes | 085 |                 |
| március 17. | Richard Hamann                | német cégtulajdonos, a Hamann Motorsport alapítója                                                                                 | 053 |                 |
| március 17. | Michael Gough                 | angol színész (Alfred Pennyworth)                                                                                                  | 094 |                 |
| március 17. | Simon Attila                  | röplabdázó, ötszörös bajnok (Csepel)                                                                                               | 062 |                 |
| március 16. | Sion Milosky                  | amerikai szörföző, a legnagyobb (18 méteres) hullám meglovaglásának nem hivatalos csúcstartója                                     | 035 |                 |
| március 16. | Dénesi Ödön                   | Ybl-díjas építész, urbanista, a pécsi Uránváros egyik tervezője                                                                    | 089 |                 |
| március 16. | Arnóth Sándor                 | politikus, Püspökladány polgármestere, országgyűlési képviselő                                                                     | 051 |                 |
| március 15. | Karsai Zsigmond               | festőművész, népművelő, a Népművészet Mestere                                                                                      | 090 |                 |
| március 15. | Nate Dogg                     | amerikai rapper, zenei producer | 041 | [ halott link ] |
| március 15. | Smiley Culture                | angol reggae-énekes, DJ | 048 |                 |
| március 15. | Yakov Kreizberg               | orosz származású osztrák-amerikai karmester                                                                                        | 051 |                 |
| március 14. | Big Jack Johnson              | amerikai elektromos blues zenész                                                                                                   | 070 |                 |
| március 14. | Kahlich Endre                 | közgazdász, sporttörténész | 079 | [ halott link ] |
| március 14. | Jaime Salazar                 | mexikói válogatott labdarúgó | 080 |                 |
| március 13. | Melvin Sparks                 | amerikai soul-, dzsessz- és bluesgitáros                                                                                           | 064 |                 |
| március 13. | Owsley Stanley                | amerikai hangmérnök, a Grateful Dead hangmérnöke, az LSD továbbfejlesztője                                                         | 076 |                 |
| március 13. | Rick Martin                   | kanadai jégkorongozó (Buffalo Sabres, Los Angeles Kings)                                                                           | 059 | [ halott link ] |
| március 12. | Ivan Vasilov                  | román válogatott cselgáncsozó (Sepsiszentgyörgyi Municípiumi Sport Klub), román bajnok (2010, 94 kg), Balkán-bajnoksági ezüstérmes |     |                 |
| március 12. | Joe Morello                   | amerikai dzsesszdobos, a The Dave Brubeck Quartet tagja                                                                            | 082 | [ halott link ] |
| március 12. | Nilla Pizzi                   | olasz énekesnő, az első és második, 1951-es és 1952-es Sanremói Dalfesztivál győztese                                              | 091 | [ halott link ] |
| március 11. | Hollay Bertalan               | magyar-nótaénekes, színész | 080 |                 |
| március 11. | Kammermayer Oszkár            | evezős, edző, sportvezető | 085 |                 |
| március 11. | Hugh Martin                   | amerikai zeneszerző, a Have Yourself a Merry Little Christmas, a The Trolley Song és a The Boy Next Door című dalok szerzője       | 096 |                 |
| március 11. | Udvarev Péter                 | labdarúgó (Diósgyőri VTK) | 061 |                 |
| március 10. | Horkits Erzsébet              | színművész, a Szegedi Nemzeti Színház örökös tagja                                                                                 | 091 |                 |
| március 10. | Tóth Sándor                   | filozófus, szakíró, egyetemi tanár                                                                                                 | 092 | [ halott link ] |
| március 10. | Ranschburg Jenő               | pszichológus, főiskolai tanár | 075 |                 |
| március 8.  | Tóth Giulio                   | lelkész, a Szent Péter-bazilika kanonokja                                                                                          | 091 |                 |
| március 8.  | Pallai Ágnes                  | táncművész-pedagógus | 059 |                 |
| március 8.  | Mike Starr                    | amerikai basszusgitáros (Alice in Chains)                                                                                          | 044 |                 |
| március 8.  | Rátkai Sándor                 | népművész, a szegedi papucs mestere                                                                                                | 097 |                 |
| március 7.  | Adrián Escudero               | spanyol labdarúgó (Atlético de Madrid)                                                                                             | 083 |                 |
| március 7.  | Vári Erzsébet                 | műfordító, tanár, irodalomtörténész                                                                                                | 053 |                 |
| március 6.  | Mike DeStefano                | amerikai humorista | 044 |                 |
| március 6.  | Emsberger Gyula               | labdarúgó-játékvezető | 086 |                 |
| március 6.  | Ján Popluhár                  | 062-szeres csehszlovák válogatott szlovák labdarúgó                                                                                | 075 |                 |
| március 5.  | Alberto Granado               | argentin születésű kubai biokémikus, író, tudós, Che Guevara motoros társa                                                         | 088 | [ halott link ] |
| március 5.  | Kopasz Márta                  | festő- és grafikusművész, Szeged díszpolgára                                                                                       | 099 |                 |
| március 4.  | Simon van der Meer            | Nobel-díjas holland atomfizikus | 085 |                 |
| március 4.  | Johnny Preston                | amerikai énekes | 071 |                 |
| március 4.  | Bodor Endre                   | vegyészmérnök, egyetemi tanár, tanszékvezető, szaklapszerkesztő                                                                    | 090 |                 |
| március 4.  | Charles Jarrott               | brit film- és televíziós rendező                                                                                                   | 083 |                 |
| március 4.  | Mihail Petrovics Szimonov     | orosz repülőgép-tervező | 081 |                 |
| március 3.  | Mucháné Gámpé Erika           | válogatott röplabdázó (Újpesti Dózsa)                                                                                              | 062 |                 |
| március 2.  | Shahbaz Bhatti                | pakisztáni politikus, kisebbségi miniszter                                                                                         | 042 |                 |
| március 1.  | John Michael Lounge           | amerikai űrhajós, mérnök, háborús veterán                                                                                          | 064 |                 |
| március 1.  | Külkey László                 | operaénekes, érdemes művész | 084 | [ halott link ] |

## Február
| Dátum          | Név                         | Foglalkozás / tisztség                                                                                             | Kor | Forrás          |
| -------------- | --------------------------- | --- | --- | --------------- |
| ismeretlen nap | Tolnai Ilona                | kajakozó | 074 |                 |
| február 28.    | Jane Russell                | amerikai filmszínésznő és modell                                                                                   | 089 |                 |
| február 28.    | Annie Girardot              | César-díjas francia színésznő, énekes                                                                              | 079 |                 |
| február 27.    | Gary Winick                 | amerikai filmrendező, producer (Hirtelen 30, Malac a pácban, Levelek Júliának)                                     | 049 |                 |
| február 27.    | Frank Buckles               | amerikai háborús veterán, az első világháború egyik utolsó túlélője                                                | 110 |                 |
| február 27.    | Moacyr Scliar               | brazil orvos, író (Max és a macskák)                                                                               | 073 |                 |
| február 27.    | Maurice Guigue              | francia labdarúgó-játékvezető, az 1958-as vb-döntő bírója                                                          | 098 |                 |
| február 27.    | Eddie Kirkland              | amerikai bluesgitáros                                                                                              | 087 |                 |
| február 27.    | Necmettin Erbakan           | török politikus, miniszterelnök                                                                                    | 084 |                 |
| február 26.    | Ambrus Klára                | amerikai magyar orvos, gyermekgyógyász, az MTA külső tagja                                                         | 086 |                 |
| február 26.    | P. Huszár Imre Jeromos      | ferences atya | 096 |                 |
| február 26.    | Arnošt Lustig               | zsidó származású cseh író                                                                                          | 085 |                 |
| február 26.    | James A. McClure            | amerikai politikus, szenátor (Idaho 1973–1991)                                                                     | 086 |                 |
| február 26.    | Dean Richards               | angol labdarúgó (Tottenham Hotspur)                                                                                | 036 |                 |
| február 26.    | Mark Tulin                  | amerikai basszusgitáros                                                                                            | 062 |                 |
| február 25.    | Csányi Árpád                | Jászai Mari-díjas díszlettervező                                                                                   | 081 | [ halott link ] |
| február 25.    | Jenei István                | sportlövő olimpikon                                                                                                | 057 |                 |
| február 25.    | Lestár János                | Balázs Béla-díjas filmrendező                                                                                      | 080 |                 |
| február 24.    | Anant Pai                   | indiai képregényrajzoló, képregényíró                                                                              | 081 |                 |
| február 24.    | Szekér László               | röplabdaedző, sportvezető, főiskolai tanár                                                                         | 061 |                 |
| február 24.    | Baranyi Laura               | roma újságíró | 044 | [ halott link ] |
| február 24.    | Beca József                 | olimpiai bajnok ukrajnai magyar labdarúgó, edző                                                                    | 081 |                 |
| február 23.    | Bősze Péter                 | színész | 075 |                 |
| február 23.    | Nirmala Srívásztava         | indiai spirituális vezető, tanító                                                                                  | 087 |                 |
| február 22.    | Nicholas Courtney           | brit színész (Ki vagy, doki?)                                                                                      | 081 |                 |
| február 22.    | Ion Hobana                  | román tudományos-fantasztikus író, irodalomkritikus, ufológus                                                      | 080 |                 |
| február 22.    | Balázsi Gyula               | színész, szinkronszínész                                                                                           | 063 |                 |
| február 21.    | Olasz Sándor                | irodalomtörténész, egyetemi tanár, a Tiszatáj folyóirat főszerkesztője                                             | 061 |                 |
| február 21.    | Kopányi György              | Jászai Mari-díjas dramaturg, író, forgatókönyvíró                                                                  | 090 |                 |
| február 21.    | Valerij Heorhijovics Onufer | ukrán nemzetközi labdarúgó-játékvezető                                                                             | 057 |                 |
| február 20.    | Kálmánchey Rozália          | orvos, gyermekneurológus, egyetemi tanár                                                                           | 064 |                 |
| február 20.    | Katona Judit                | Kölcsey-díjas költő                                                                                                | 069 | [ halott link ] |
| február 20.    | Noemí Simonetto             | olimpiai ezüstérmes (1948) argentin atléta, távolugró                                                              | 085 |                 |
| február 20.    | Veiland István              | fotóművész | 073 |                 |
| február 19.    | Solymosi Ernő               | olimpiai és Európa-bajnoki bronzérmes labdarúgó                                                                    | 070 |                 |
| február 18.    | Walter Seltzer              | amerikai filmproducer, filmrendező                                                                                 | 096 |                 |
| február 18.    | Lukács Ervin                | Kossuth-, Liszt- és Bartók–Pásztory-díjas karmester                                                                | 082 |                 |
| február 18.    | Maurics András              | zenész, a Karabély és Flash együttesek basszusgitáros-vokalistája                                                  | 041 |                 |
| február 18.    | Dávid Kiss Ferenc           | színművész | 073 |                 |
| február 17.    | Nyitrai Ferencné            | statisztikus, közgazdász, a Központi Statisztikai Hivatal elnöke                                                   | 084 |                 |
| február 17.    | Urbán György                | festőművész | 074 |                 |
| február 17.    | Perry Moore                 | amerikai író, forgatókönyvíró, filmrendező                                                                         | 039 |                 |
| február 16.    | Alfred Burke                | brit színész | 092 |                 |
| február 16.    | Santi Santamaria            | három Michelin-csillagos katalán-spanyol séf                                                                       | 053 |                 |
| február 16.    | Lombos Ferenc               | politikus, a Győr-Moson-Sopron megyei pártbizottság első titkára, a megyei tanács elnöke                           | 088 |                 |
| február 16.    | Len Lesser                  | amerikai színművész                                                                                                | 088 |                 |
| február 15.    | Dorian Gray                 | olasz színésznő | 083 |                 |
| február 15.    | George Shearing             | angol-amerikai dzsesszzongorista és zeneszerző                                                                     | 092 | [ halott link ] |
| február 15.    | Karin Stanek                | lengyel énekesnő                                                                                                   | 064 |                 |
| február 14.    | John Strauss                | amerikai zeneszerző, zeneszerkesztő                                                                                | 090 |                 |
| február 14.    | Pleszkán Frigyes            | dzsesszzongorista                                                                                                  | 051 |                 |
| február 13.    | Bezzegi Pál                 | politikus, a Fidesz székesfehérvári frakcióvezetője, önkormányzati képviselő, a Gazdasági Szakbizottság elnöke     | 064 | [ halott link ] |
| február 13.    | Inese Jaunzeme              | olimpiai bajnok (1956) szovjet-lett atléta, gerelyhajító                                                           | 078 |                 |
| február 13.    | T. P. McKenna               | ír színész (Bosszúállók, Az Angyal)                                                                                | 081 |                 |
| február 13.    | Kihara Nobutosi             | japán mérnök, a Walkman technikus-fejlesztője (Mr. Walkman)                                                        | 084 |                 |
| február 12.    | Mikola Tamás                | többszörös magyar bajnok úszó                                                                                      | 052 |                 |
| február 12.    | Kenneth Mars                | amerikai színész, karakterszínész (Mi van, doki?)                                                                  | 075 |                 |
| február 12.    | Peter Alexander             | osztrák színész, énekes és televíziós műsorvezető                                                                  | 084 |                 |
| február 12.    | Oltványi Ottó               | újságíró, az MTI vezérigazgatója                                                                                   | 085 | [ halott link ] |
| február 12.    | Szabó Helga                 | zenepedagógus, karnagy                                                                                             | 077 |                 |
| február 11.    | Medgyesfalvy Sándor         | színész, a nagyváradi Szigligeti Társulat tagja                                                                    | 050 |                 |
| február 11.    | Kaplony Péter               | magyar származású svájci egyiptológus                                                                              | 077 | [ halott link ] |
| február 10.    | Claus Helmut Drese          | német rendező, operaigazgató, szakíró, a huszadik századi operajátszás egyik legjelentősebb alakja                 | 088 |                 |
| február 9.     | Andrzej Przybielski         | lengyel dzsessztrombitás, a free jazz képviselője                                                                  | 066 |                 |
| február 9.     | Simor István                | újságíró, az MTI munkatársa, a Magyar Köztársasági Ezüst Érdemkereszt tulajdonosa                                  | 060 |                 |
| február 9.     | Váradiné Németh Mária       | Széchenyi-díjas virológus                                                                                          | 086 |                 |
| február 8.     | Luiz Bueno                  | brazil autóversenyző                                                                                               | 074 |                 |
| február 8.     | Charles O. Perry            | amerikai szobrász                                                                                                  | 081 |                 |
| február 8.     | Cesare Rubini               | olasz kosárlabdázó, edző és vízilabdázó                                                                            | 087 |                 |
| február 7.     | Ottófi Rudolf               | politikus (Fidesz-KDNP), Győr egyik alpolgármestere                                                                | 061 |                 |
| február 7.     | Maria Altmann               | osztrák-zsidó menekült, a második világháború utáni korszak egyik legnagyobb szabású műkincsvitájának főszereplője | 094 |                 |
| február 6.     | Brunszkó Antal              | politikus, Esztergom tanácselnöke                                                                                  | 078 |                 |
| február 6.     | Gary Moore                  | ír rock- és bluesgitáros                                                                                           | 058 |                 |
| február 5.     | Jean Paul Getty III         | Jean Paul Getty olajmágnás unokája, Paul Getty filantróp fia                                                       | 054 |                 |
| február 5.     | Brian Jacques               | angol író | 071 | [ halott link ] |
| február 5.     | Peggy Rea                   | amerikai színésznő (Hazárd megye lordjai)                                                                          | 089 |                 |
| február 5.     | Deutsch Gyula               | belgiumi magyar fizikus, az MTA külső tagja                                                                        | 080 |                 |
| február 4.     | Lena Nyman                  | svéd színésznő | 066 |                 |
| február 3.     | Neil Young                  | angol labdarúgó (Manchester City FC)                                                                               | 066 |                 |
| február 3.     | Maria Schneider             | francia színésznő (Utolsó tangó Párizsban)                                                                         | 058 |                 |
| február 3.     | Tamás Amaryllis             | újságíró, szerkesztő, fotós, színész                                                                               | 061 |                 |
| február 3.     | Tóth Tibor                  | agrártörténész, egyetemi tanár, az MTA doktora                                                                     | 069 |                 |
| február 1.     | Veres Győző                 | világbajnok súlyemelő                                                                                              | 074 |                 |

## Január
| Dátum      | Név                    | Foglalkozás / tisztség                                                                                     | Kor | Forrás          |
| ---------- | ---------------------- | --- | --- | --------------- |
| január 31. | John Barry             | Oscar- és Grammy-díjas zeneszerző                                                                          | 077 | [ halott link ] |
| január 31. | Botka Ferenc           | irodalomtörténész, múzeumigazgató, az MTA doktora                                                          | 081 |                 |
| január 31. | Löffler Aurél          | jégkorongozó, a csíkszeredai jégkorongsport egyik megalapítója                                             | 099 |                 |
| január 31. | Norman Uprichard       | északír válogatott labdarúgó                                                                               | 082 |                 |
| január 30. | Bihari Sándor          | József Attila-díjas költő                                                                                  | 078 |                 |
| január 29. | Milton Babbitt         | amerikai avantgard zeneszerző, a világ első elektronikus szintetizátorának kifejlesztője                   | 094 |                 |
| január 29. | Rába György            | Kossuth- és Széchenyi-díjas költő, író, irodalomtörténész                                                  | 087 | [ halott link ] |
| január 28. | Málik Roland           | költő | 035 |                 |
| január 28. | Móra Magda             | költő, tanár, levéltáros                                                                                   | 088 |                 |
| január 28. | Margaret Price         | walesi operaénekes, szoprán                                                                                | 069 |                 |
| január 27. | Faragó József          | főiskolai válogatott kosárlabdázó (Szegedi Honvéd)                                                         | 080 |                 |
| január 26. | Kangyerka Antal        | Európa-bajnoki ezüstérmes röplabdázó, olimpikon, edző                                                      | 072 | [ halott link ] |
| január 26. | Samu Katalin           | Derkovits-ösztöndíjas és Pro Urbe díjas szobrász                                                           | 076 |                 |
| január 26. | Gladys Horton          | amerikai énekesnő                                                                                          | 065 |                 |
| január 25. | Kiril Milanov          | bolgár válogatott labdarúgó                                                                                | 062 |                 |
| január 25. | Szabó Károly Ferenc    | romániai magyar politikus, villamosmérnök                                                                  | 067 |                 |
| január 24. | Bernd Eichinger        | német producer, forgatókönyvíró, rendező                                                                   | 061 |                 |
| január 24. | Hugh M. Stimson        | amerikai nyelvész, sinológus                                                                               | 079 |                 |
| január 23. | Jack LaLanne           | amerikai fitneszoktató, humorista, színész, producer                                                       | 096 |                 |
| január 22. | Tullia Zevi            | olasz újságíró, az olaszországi zsidó közösségek vezetője                                                  | 092 |                 |
| január 21. | Tony Geiss             | amerikai forgatókönyvíró, dalszövegíró, író                                                                | 086 |                 |
| január 21. | Kondorosi Ádám         | Széchenyi-díjas mikrobiológus, genetikus, az MTA rendes tagja                                              | 064 |                 |
| január 21. | Dennis Oppenheim       | amerikai szobrász                                                                                          | 072 |                 |
| január 20. | Kegye Zoltán           | labdarúgó (Salgótarjáni BTC)                                                                               | 064 |                 |
| január 20. | Nagy László            | közgazdász, röplabdaedző, a Magyar Röplabda Szövetség elnökségének tagja                                   | 064 |                 |
| január 20. | Pós Sándor             | rádiós rendező, dramaturg                                                                                  | 075 |                 |
| január 20. | Sexy Cora              | német pornószínésznő, énekesnő, modell és a valóságshow szereplő                                           | 023 |                 |
| január 19. | Mihai Ionescu          | válogatott román labdarúgó                                                                                 | 074 |                 |
| január 18. | Widukind Herrmann      | német nemzetközi labdarúgó-játékvezető                                                                     | 074 |                 |
| január 18. | Sargent Shriver        | amerikai politikus, az amerikai békehadtest vezetője, John F. Kennedy sógora                               | 095 |                 |
| január 17. | Hidas Hedvig           | táncművész, koreográfus, balettmester, egyetemi tanár                                                      | 095 | [ halott link ] |
| január 17. | Don Kirshner           | amerikai dalkiadó, rockproducer, dalszövegíró                                                              | 076 |                 |
| január 17. | Benkő Loránd           | Széchenyi-díjas nyelvész, tudománytörténész, egyetemi tanár, az MTA rendes tagja                           | 089 |                 |
| január 17. | Jean Dutourd           | francia író, a Francia Akadémia tagja                                                                      | 091 |                 |
| január 17. | Szimcsák László        | labdarúgó                                                                                                  | 074 |                 |
| január 15. | Baranyai Antal         | sportvezető, a DVSC-Korvex szakosztályvezetője                                                             | 046 |                 |
| január 15. | Nat Lofthouse          | angol labdarúgó (Bolton Wanderers FC)                                                                      | 085 |                 |
| január 15. | Bogoly János           | biológus, helytörténész, természetvédő, fotográfus                                                         | 059 |                 |
| január 15. | Susannah York          | brit filmszínésznő                                                                                         | 072 |                 |
| január 14. | Trish Keenan           | brit zenész, énekes Broadcast                                                                              | 038 |                 |
| január 14. | László György          | Táncsics Mihály-díjas újságíró                                                                             | 079 |                 |
| január 13. | Kollár János           | fizikus, a Magyar Tudományos Akadémia levelező tagja                                                       | 065 |                 |
| január 13. | Priszter Szaniszló     | botanikus, a biológiai tudomány doktora                                                                    | 093 |                 |
| január 12. | Clemar Bucci           | argentin autóversenyző                                                                                     | 090 |                 |
| január 12. | Havasy Viktor          | zeneszerző                                                                                                 | 081 |                 |
| január 12. | Alberto León Herranz   | spanyol kerékpárversenyző                                                                                  | 037 |                 |
| január 12. | Sinor Dénes            | amerikai magyar nyelvész, filológus, az MTA tiszteleti tagja                                               | 094 |                 |
| január 12. | Zsolnai József         | neveléstudós, egyetemi tanár, az MTA doktora                                                               | 075 |                 |
| január 11. | Berczik Zoltán         | hatszoros Európa-bajnok asztaliteniszező, edző, sportvezető                                                | 073 |                 |
| január 10. | Hofer Miklós           | Széchenyi-díjas építész, egyetemi tanár                                                                    | 079 |                 |
| január 10. | Bora Kostić            | olimpiai bajnok (1960) és Európa-bajnoki ezüstérmes jugoszláv- szerb labdarúgó                             | 080 |                 |
| január 9.  | Carlos Blanco          | mexikói válogatott labdarúgó                                                                               | 082 |                 |
| január 9.  | Tulipán Gábor          | bábszínész, színigazgató                                                                                   | 039 |                 |
| január 9.  | Vitó Zoltán            | költő | 070 |                 |
| január 9.  | Jerzy Woźniak          | válogatott lengyel labdarúgó, olimpikon                                                                    | 078 |                 |
| január 9.  | Peter Yates            | angol filmrendező, producer (San Franciscó-i zsaru, Az utolsó gyönyörű nyár, Támadás a Krull bolygó ellen) | 081 |                 |
| január 8.  | Willi Dansgaard        | dán paleoklimatológus                                                                                      | 088 |                 |
| január 8.  | Jiří Dienstbier        | cseh politikus, külügyminiszter (1989–1992)                                                                | 073 |                 |
| január 8.  | Thorbjørn Svenssen     | norvég labdarúgó                                                                                           | 086 |                 |
| január 7.  | Égető Melinda          | néprajzkutató, muzeológus                                                                                  | 069 |                 |
| január 7.  | Phil Kennemore         | amerikai basszusgitáros (Y&T)                                                                              | 057 |                 |
| január 7.  | Tóth Tibor             | rendőr, Kántor gazdája                                                                                     | 082 |                 |
| január 6.  | Gary Mason             | brit bokszvilágbajnok                                                                                      | 048 |                 |
| január 6.  | Jávorka Edit           | közgazdász                                                                                                 | 086 |                 |
| január 6.  | Uche Okafor            | nigériai válogatott labdarúgó                                                                              | 043 |                 |
| január 5.  | Csernohorszky Vilmos   | németországi magyar orvos, közíró, Esztergom díszpolgára                                                   | 081 |                 |
| január 4.  | Mohammed el-Búazízi    | egy tunéziai utcai árus, akinek halála nagy mértékben hozzájárult a jázminos forradalom kirobbanásához     | 026 |                 |
| január 4.  | Coen Moulijn           | holland válogatott labdarúgó                                                                               | 073 |                 |
| január 4.  | Gerry Rafferty         | skót énekes, dalszerző                                                                                     | 063 |                 |
| január 4.  | Szuhanyik László       | autóversenyző                                                                                              | 052 |                 |
| január 4.  | Szalman Taszír         | pakisztáni politikus, Pandzsáb tartomány kormányzója                                                       | 066 |                 |
| január 3.  | Farkas Jenő            | táncos, táncpedagógus, koreográfus                                                                         | 084 |                 |
| január 3.  | Zbigniew Jaremski      | olimpiai ezüstérmes (1976) lengyel futó                                                                    | 061 |                 |
| január 3.  | Nine-Christine Jönsson | svéd színésznő                                                                                             | 084 |                 |
| január 3.  | Eva Strittmatter       | német író, költő                                                                                           | 080 |                 |
| január 2.  | Zivko Djak             | szerb festő, grafikus                                                                                      | 069 |                 |
| január 2.  | Anne Francis           | amerikai színésznő (A tiltott bolygó)                                                                      | 080 |                 |
| január 2.  | Craig Hanmer           | amerikai jégkorongozó                                                                                      | 054 |                 |
| január 2.  | Pálkövi Gyula          | újságíró, sportvezető (Győri Vasas ETO), aranydiplomás gépészmérnök                                        | 089 |                 |
| január 2.  | Pete Postlethwaite     | brit színész (Apám nevében, Sárkányszív, Rómeó + Júlia)                                                    | 064 |                 |
| január 2.  | Richard Winters        | amerikai katonatiszt, kitüntetett háborús veterán, Az elit alakulat szereplője                             | 092 |                 |
| január 1.  | Dániel Kornél          | népművelő, könyvtáros, rendező, esztéta                                                                    | 059 |                 |
| január 1.  | Charles Fambrough      | amerikai nagybőgős, basszusgitáros, zeneszerző, lemezproducer                                              | 060 |                 |

## Állatok
| Dátum       | Név   | Faja, nevezetesség oka                                  | Kor | Forrás |
| ----------- | ----- | ------------------------------------------------------- | --- | ------ |
| június 6.   | Shrek | merinó juh, ami sikeresen megszökött a birkanyírás elől | ~17 |        |
| március 19. | Knut  | a berlini állatkert jegesmedvéje                        | 04  |        |

## Lásd még
- Halálozások 2011-ben a sportban
- Halálozások 2011-ben a filmművészetben